# Fortnite Battle Royale
Pour un article plus général, voir Fortnite.
Ne doit pas être confondu avec Fortnite : Sauver le monde.
 (janvier 2021).
 (janvier 2023).
- Si vous ne connaissez pas le sujet, laissez ce bandeau (vous pouvez alors contacter les auteurs).
- Si vous supprimez le contenu mis en cause (vous pouvez préalablement contacter les auteurs),

argumentez précisément cette suppression dans la page de discussion
(un manque de référence n'est pas un argument ; une recherche réelle de référence doit avoir été effectuée, être formellement documentée).
 (janvier 2023).
Fortnite Battle Royale est un jeu vidéo de type battle royale en vue à la troisième personne (TPS), développé et édité par la société Epic Games. Faisant partie de la plateforme Fortnite, le jeu est accessible en free-to-play ; il est disponible depuis le 26 septembre 2017 sur Microsoft Windows, macOS, PlayStation 4 et Xbox One, depuis 2018 sur iOS, Nintendo Switch et Android, depuis 2020 sur PlayStation 5 et Xbox Series et depuis 2025 sur Nintendo Switch 2.
À l'instar des autres jeux du même genre, Fortnite Battle Royale demande au joueur d'être le dernier survivant parmi 100 joueurs sur une île. Durant chaque partie, la zone jouable rétrécit progressivement de manière aléatoire, forçant les joueurs à changer de position pour ne pas prendre de dégâts ; l'extérieur de cette zone étant appelée "la Tempête". Pouvant combattre en solo ou en équipe de 2 à 4 joueurs, le joueur peut utiliser différentes armes, objets de soin et autres outils disponibles sur l'île afin de survivre. Fortnite Battle Royale a introduit la possibilité de construire des éléments comme des murs, des obstacles et d'autres structures permettant aux joueurs de se protéger des attaques adverses ou de prendre une position stratégique.

## Système de jeu

### Généralités
Fortnite Battle Royale reprend le principe des jeux de genre similaire, c'est-à-dire avoir pour objectif d'être le dernier survivant de la partie. Les joueurs peuvent affronter leurs adversaires en solo ou en équipe, pouvant aller de 2 à 4 joueurs. Reprenant des éléments de Fortnite : Sauver le monde, un bus tracté par un ballon météo survolant l'île rassemble tous les joueurs d'une partie, et ces derniers choisissent leur point d'atterrissage sur la carte, parmi des lieux-dits et autres lieux sans nomenclature. Commençant la partie sans aucun équipement, les joueurs doivent récupérer des armes et autres objets dispersés aléatoirement sur la carte. Fortnite Battle Royale se démarque des autres jeux du genre grâce à la construction. En effet, afin d'obtenir des matériaux nécessaires à la construction de murs, escaliers ou autre, la plupart des structures de la carte peuvent être détruites permettant notamment au joueur de se protéger des tirs ennemis. Au fil de chaque partie, une tempête se met en place sur la carte, réduisant progressivement la zone de jeu de manière aléatoire et infligeant des dégâts aux joueurs qui restent en dehors de cette zone. Elle permet de concentrer les joueurs dans une zone plus petite, facilitant ainsi les rencontres. Tout comme Sauver le Monde, Battle Royale est un jeu de tir à la troisième personne. Au fil des saisons, de nouvelles fonctionnalités sont ajoutées au jeu comme des personnages non-jouables pouvant proposer des objets, aider ou attaquer le joueur, ainsi que la possibilité de se camoufler, entre autres.
Le jeu est free-to-play, c'est-à-dire qu'il possède des microtransactions permettant aux joueurs d'acheter de la monnaie virtuelle, ici appelée « V-Bucks », servant à acheter des éléments cosmétiques (tenues, pioches, planeurs, accessoires de dos, émoticônes, auras, chansons, micros et autres instruments de musiques).
Le jeu propose une histoire structurée en chapitres, eux-mêmes divisés en saisons d'une durée moyenne de 2 à 3 mois. Chaque saison introduit un thème ainsi qu'une collection de cosmétiques exclusives, accessibles via le passe de combat, déblocables par paliers, gratuits ou payants (déverrouillables avec des V-Bucks), grâce à l'expérience acquise en jeu. En décembre 2020, une fonctionnalité est ajoutée au jeu : le Club Fortnite. Pour 11,99 € par mois, le joueur peut obtenir, en plus du passe de combat de la saison, 1000 V-Bucks, des cosmétiques exclusives et le passe de combat de Rocket League.

### Modes principaux
Le jeu se divise en plusieurs modes de jeux :
- « Battle Royale », présent depuis le début, où 100 joueurs se battent sur l'île pour être le dernier survivant. 4 variantes de ce mode existent : « Solo », « Duo » (50 équipes de 2 joueurs), « Trio »[Note 1] (33 équipes de 3 joueurs) et « Section » (25 équipes de 4 joueurs) ;
- « Zéro Construction », ajouté à la saison 2 du chapitre 3, est un mode alternatif du Battle Royale sans la possibilité de construire des structures. Les 4 variantes du mode précédent - « Solo », « Duo », « Trio » et « Section » - sont également présentes ;
- « Foire d'Empoigne », servant initialement de mode temporaire avant d'être ajouté définitivement lors de la saison 9 du chapitre 1, oppose 2 équipes (chacune pouvant aller jusqu'à 16 joueurs) qui doivent éliminer leurs adversaires jusqu'à atteindre un certain nombre de points ;
- « Classé », qui remplace le mode « Arène » depuis la saison 2 du chapitre 4, est une variante compétitive des deux premiers modes, où les joueurs sont classés par grades : Bronze, Argent, Or, Platine, Diamant, Élite, Champion et Unreal. En fonction du grade atteint, les joueurs ont accès à plus ou moins de tournois compétitifs et de récompenses ;
- « Créatif », ajouté à la saison 7 du chapitre 1, permet aux joueurs de créer des cartes et des jeux originaux ainsi que de jouer aux jeux de la communauté ;
- « Party Royale », ajouté à la saison 2 du chapitre 2, permet aux joueurs d'assister à des concerts virtuels ;
- « La Croisée des Légendes », ajouté à la saison 1 du chapitre 3, permet aux joueurs de regarder les Fortnite Champion Series (FNCS) en direct ;
- « Lego Fortnite », ajouté lors de la saison 1 du chapitre 5 (2023), propose une collection de jeux basés sur l'univers Lego : un jeu de survie en monde ouvert disponible dès le lancement (et renommé Odyssey en 2024) auxquels s'ajouteront un jeu d'action-aventure social, Brick Life et un jeu roguelike, Expeditions. Depuis mai 2024, un battle pass, le Passe Lego, permet d'obtenir des kits de constructions exclusifs et une tenue ;
- « Rocket Racing », ajouté lors de la saison 1 du chapitre 5, est un jeu de course basé sur Rocket League ;
- « Fortnite Festival », ajouté lors de la saison 1 du chapitre 5, est un jeu de rythme où il est possible de jouer un grand nombre de musiques, dont des chansons populaires d'artistes. Le jeu fonctionne sur un système de saisons, qui proposent chacune un artiste vedette ainsi qu'un battle pass (nommé Passe Festival) dans lequel une tenue de l'artiste est proposée avec des instruments et des pistes musicales ;
- « Recharge », ajouté lors de la saison 3 du chapitre 5, est un jeu Battle royale qui se déroule sur une plus petite île avec un nombre maximal de 40 joueurs. Le jeu propose deux réapparitions automatiques à chaque joueur pendant un certain temps. Au départ ouvert aux équipes de 4 joueurs, le jeu est ensuite étendu aux équipes de 1 ou 2 joueurs ;
- « Fortnite OG », ajouté lors de la saison 1 du chapitre 6, est une remastérisation du chapitre 1. Elle suit un système saisonnier avec un battle pass à chaque saison ;
- « Frénésie », ajouté lors de la saison 1 du chapitre 6, est un jeu de tir PvP en vue à la première personne ;
- « Blitz Royale », ajouté lors de la saison 3 du chapitre 6, est un battle royale sans construction qui propose une île très petite sur laquelle se battent 32 joueurs dans une partie de cinq minutes. En fonction du nombre d'adversaires éliminés, le joueur obtiendra un équipement plus ou moins efficace au cours de la partie. Chaque semaine, l'équipement évolue et propose de nouvelles armes aux joueurs.

### Modes temporaires
Divers modes de jeu sont ajoutés de manière temporaire, certains devenus permanents ou quasi permanents comme le mode Foire d'Empoigne. Ces modes ne suivent pas tous le principe du battle royale.
| Nom du mode de jeu temporaire       | Nombre de personnes par équipes | Nombres d'équipes | Tempête | Armes | Autres |
| ----------------------------------- | ------------------------------- | ----------------- | --- | --- | --- |
| Discrétion totale                   | 1                               | 100               | Aucun changement | Armes silencieuses                                                                                               | Pièges désactivés Chances d'apparitions de buissons élevées Un gros brouillard recouvre la carte                                                                  |
| Tireur d'élite                      | 1 ou 2                          | 100               | Aucun changement | Fusils à lunettes                                                                                                | Le butin au sol est réduit |
| Or Massif                           | 1                               | 100               | Aucun changement | Armes légendaires (bourlingueur, silencieux...)                                                                  | La collecte de matériaux est augmentée |
| Équipes de 20                       | 20                              | 5                 | Légèrement plus rapide | | |
| Blitz                               | 1                               | 100               | Tempête rapide (15 minutes maximum) | | Le butin est augmenté |
| Équipes de 50                       | 50                              | 2                 | Aucun changement | | |
| Équipes de 25                       | 25                              | 4                 | Aucun changement | | |
| Gros Explosifs                      | 1                               | 100               | | Armes explosives (lance-roquettes, grenades...)                                                                  | Pas de pièges |
| Gant de l'infini                    | 1                               | 100               | | Armes normales + Gant de l'infini                                                                                | Dans le cadre de la sortie du film des studios Marvel Avengers: Infinity War.                                                                                     |
| Confrontation                       | 20                              | 5 puis 8          | La tempête ne se referme pas complètement, et à un moment donné, un compte à rebours se déclenche.                                      | | |
| Terrain de Jeu                      | 1 à 4                           | 16                | | | Le butin est augmenté Ce mode de jeu est devenu définitif (ce mode a ensuite été "supprimé" pour être remplacé par un autre mode nommé "Labo de combat")          |
| Tempête constante                   | 1                               | 100               | La tempête avance en continu pendant 15 minutes et inflige 10 de dégâts par seconde.                                                    | | |
| Explosifs aériens                   | 1                               | 100               | | Uniquement avec des armes explosives (lance-roquettes, grenades...)                                              | Présence de réacteurs dorsaux, permettant de voler. |
| Offensive Solo                      | 1                               | 100               | | | Au bout de 50 parties, les meilleurs joueurs gagnent des V-Bucks (monnaie virtuelle du jeu)                                                                       |
| Virevolte à 50                      | 50                              | 2                 | | | Déploiement du planeur |
| Domination disco                    | 32                              | 2                 | Réapparition jusqu'au 3e cercle de tempête.                                                                                             | | Le but est de capturer le plus de pistes de danse. |
| Assaut de la horde                  | 32                              | 2                 | | | Présences de monstres : les monstres du cube. |
| Coup de pompe à 50                  | 50                              | 2                 | | Fusil à pompe uniquement                                                                                         | Réacteurs dorsaux permettant de voler |
| Bataille gourmande                  | 16                              | 2                 | | | Le but est de détruire la mascotte adverse (tomate ou burger) |
| Coup fatal                          | 1/2 ou 4                        | 100/50 ou 25      | | Uniquement de fusils à lunettes, dont un seul tir est fatal                                                      | Gravité plus faible (les joueurs sautent plus haut) |
| Foire d'empoigne                    | 20                              | 2                 | Réapparition activée. | | La première équipe à atteindre les 100 ou 150 éliminations gagne[source insuffisante]. Ce mode de jeu est devenu définitif                                        |
| Personnalisée                       | 1 à 20                          | 20 à 1            | | | Le joueur peut personnaliser son île |
| Antiquités                          | 1                               | 100               | | Les seules armes disponibles sont des armes ayant été précédemment retirées du mode normal                       | |
| Folie Verte                         | 1                               | 100               | | Les seules armes disponibles sont vertes (mode exclusif à la Saint-Patrick)                                      | |
| Grande Cavale                       | 1/2/4                           | 100/50/25         | | | Le but est de trouver un joyau, de le rapporter à un fourgon et de s'enfuir.                                                                                      |
| Le sol est en lave                  | 2                               | 50                | En plus de la tempête, de la lave engloutit progressivement l'ile, infligeant des points de dégâts.                                     | | Le butin est augmenté et les constructions sont obtenues automatiquement au fur et à mesure de la partie lentement selon les matériaux.                           |
| Bataille gourmande                  | 16                              | 2                 | La lave monte au fil de la partie jusqu'à recouvrir la majorité de la carte.                                                            | | Le but est de détruire la mascotte adverse (tomate ou burger)[source insuffisante].                                                                               |
| Air Royale                          | 2                               | 50                | | | Le but est de détruire les avions des adversaires |
| Endgame,                            | 50                              | 2                 | | | Les Avengers et les sbires de Thanos s'affrontent (partenariat réalisé à l'occasion de la sortie du film Avengers: Endgame)                                       |
| Combat d'épée                       | 1                               | 100               | La tempête se referme plus rapidement.                                                                                                  | Toutes les armes trouvées sont épiques ou légendaires (dont les lames de l'infini, objet retiré du mode Normal). | |
| Virée urbaine                       | 1                               | 16                | Pas de tempête, juste un compte-à-rebours                                                                                               | Pas d'armes | Une course folle sur une île où le but est de ramasser le plus de pièces                                                                                          |
| Le Pactole de Wick                  | 1                               | 100               | Aucun changement | | Le but est de ramasser le plus de jetons, sur l'île normale. Chaque joueur a 3 vies.                                                                              |
| Assaut de la plage                  | 8                               | 2                 | Aucun changement | | Le but est de défendre ou attaquer un canon (selon l'équipe du joueur). La partie se déroule sur 2 manches                                                        |
| Arsenal,                            | 1                               | 16                | Aucun changement | | Chaque fois qu'un joueur en tue un autre, le joueur change automatiquement d'arme. Le premier joueur a tuer 30 personnes gagne la partie.                         |
| Sangsue                             |                                 |                   | Aucun changement | | Pour récupérer de la vie, il faut éliminer d'autres joueurs. |
| Labo de combat                      | 1                               | 16                | La tempête met 4h à se refermer | Toutes les armes (remisé ou non)                                                                                 | Il s'agit d'un mode de jeu personnalisée de l'île de Battle Royale, incluant ses coffres, ses règles et ses événements, jusqu'à 16 personnes.                     |
| Midas présente : Le sol est en lave | 4                               | 25                | En plus de la tempête qui est plus rapide, de la lave (de l'or fondu) engloutit progressivement l'ile, infligeant des points de dégâts. | | Le butin est augmenté et est de rareté légendaire. Les constructions sont obtenues automatiquement au fur et à mesure de la partie lentement selon les matériaux. |

## Trame et saisons
Fortnite se base sur un système de mises à jour et d'événements fréquents ainsi que sur un système de saisons ayant chacune leur thème, et regroupées en différents chapitres. La durée des saisons varie ; la plus longue a duré 127 jours et la plus courte a duré 30 jours.

### Univers
Au cœur de l'Omnivers, l'ensemble des réalités existantes, se trouve le Point Zéro, une source d'énergie infinie à l'origine de la création de chaque univers. Cette source d'énergie est emmagasinée au sein d'une île au centre de la Réalité Zéro, première réalité créée par le Big Bang. Les joueurs y incarnent des « boucleurs », personnages issus de différentes réalités, enfermées dans une boucle de 22 minutes durant laquelle ils sont confrontés à une tempête dont l'œil se réduit, privés de la parole et de la mémoire, et doivent s'affronter les uns les autres afin qu'un seul puisse y survivre. Lorsqu'un boucleur parvient à survivre à la « Boucle », il est transporté sur la véritable version de l'île, tandis qu'une version alternative de lui-même, appelée Snapshot, est créée afin d'affronter les autres boucleurs au sein d'une nouvelle boucle. Le Point Zéro sert également de point de passage entre les réalités grâce à une dimension au sein du Point Zéro, l'Entremonde. L'île fait l'objet de plusieurs modifications au fil des saisons, comme l'évolution de certains lieux-dits ou de l'île tout entière.

### Personnages

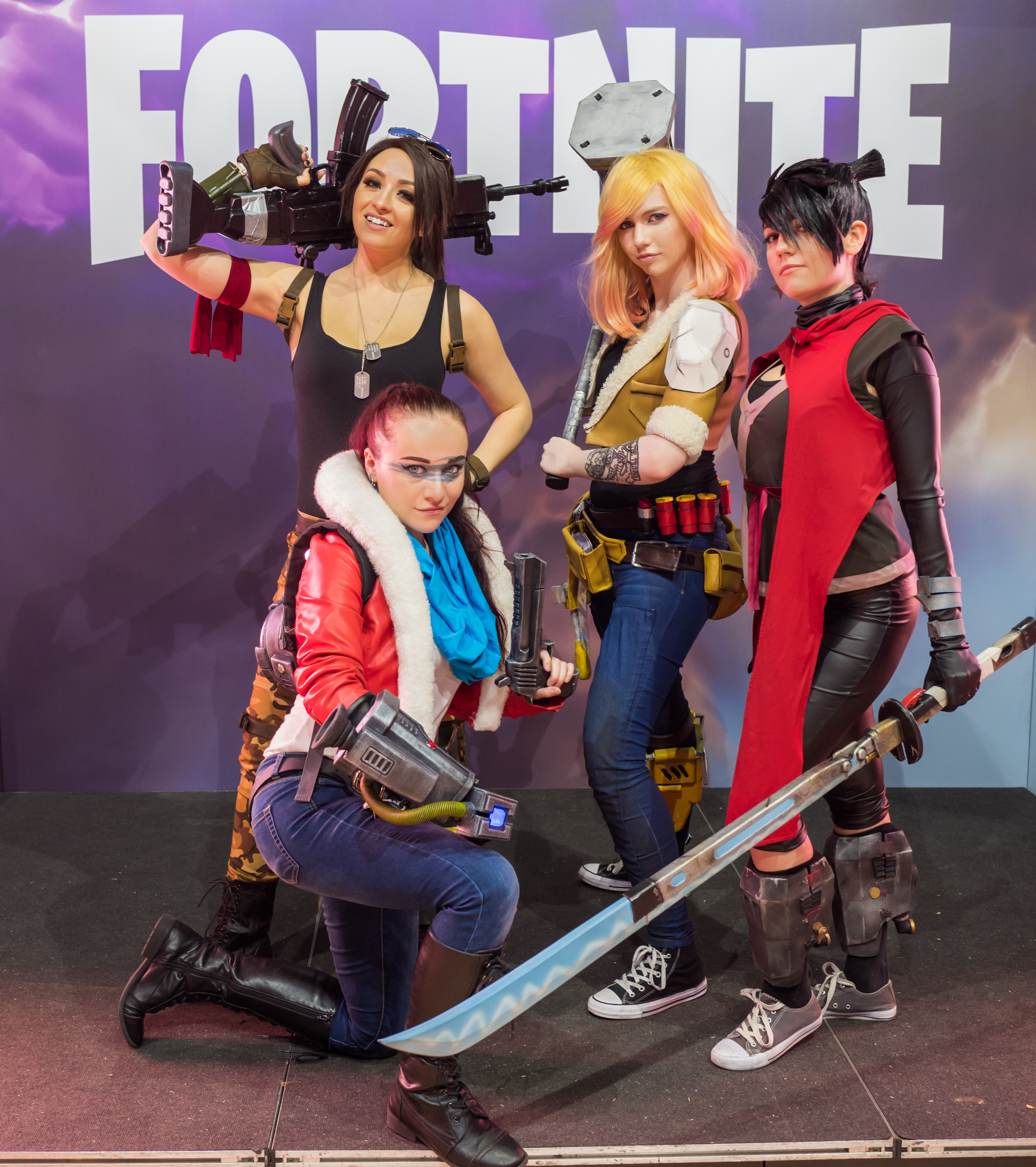
Cosplays de personnages Fortnite à Gamescom.

Les joueurs sont mis dans la peau des « Boucleurs », des personnages issus de plusieurs réalités qui n'ont pas d'identité propre et ont pour but de survivre à la « Boucle » ainsi qu'aux évènements qui surviennent sur l'île. Le protagoniste principal, John "Jonesy" Jones (Troy Baker), est au départ un agent de l'Institut Onirique ayant pour charge l'administration de l'île, qui possède de nombreuses versions alternatives de lui-même à force de voyager au sein de la Boucle. Lors de la saison 6 du chapitre 2, Jones décide de faire alliance avec les Sept, quittant alors l'organisation. Les Sept sont un groupe d'individus qui souhaitent libérer le Point Zéro du contrôle de l'Institut Onirique et détruire la Boucle. Dirigés par la Fondation (Dwayne Johnson), les membres du groupe sont les protagonistes des trois premiers chapitres depuis l'arrivée de leur explorateur, le Visiteur, lors de la saison 4 du chapitre 1. D'autres membres composent le groupe : le Scientifique (Joel McHale), leur ingénieur ; le Paradigme (Brie Larson), leur pilote ; l'Origine (Rahul Kohli), leur tacticien ; ainsi que les sœurs génétiquement modifiées, l'Onirisme (Cherami Leigh) et l'Institution. Les Sept ont également plusieurs alliés au sein de différentes réalités ; Iron Man, Spider-Man et Wolverine de la Réalité-616 ; ainsi que Batman de la Réalité NF-1935. Dans le chapitre 5 apparaît une nouvelle protagoniste, Hope. Descendante du panthéon grec, elle est la fondatrice de la Subversion, une faction qui combat l'hégémonie de l'Ordre sur l'île. Au fil des saisons, elle s'allie à Jones et aux boucleurs face aux adversaires qui menacent l'île.
L'Institut Onirique est l'organisation qui contrôle au départ la Boucle et le Point Zéro, faisant de cet institut l'antagoniste principal des trois premiers chapitres. Dirigée par Geno et son bras droit, le docteur Slone (Mara Junot), leur objectif est de façonner une civilisation parfaite dans toutes les réalités, au prix de la liberté de chacun si nécessaire. L'Ultime Réalité, une dimension qui vise à s'emparer du Point Zéro afin de causer la destruction dans l'Omnivers, est l'autre antagoniste majeur des trois premiers chapitres. Ils possèdent une technologie avancée, dont des cubes de corruption (le premier faisant son apparition lors de la saison 5 du chapitre 1) et des vaisseaux de combat. Les forces de l'Ultime Réalité sont dirigées par des guerriers extrêmement puissants, comme la reine Cube (Sarah Elmaleh) et le Héraut (Dawn M. Bennett). Ces guerriers sont recrutés par une figure mystérieuse, le Néant (Damien C. Haas), une entité plus ancienne que le Point Zéro et dont les objectifs restent obscurs. Le Docteur Fatalis est un personnage récurrent du jeu, étant pour la première fois apparu dans la saison 4 du chapitre 2. Ensuite présent dans les comics Fortnite X Marvel: La Guerre Zéro puis dans le chapitre 5, Fatalis est cette fois un antagoniste majeur.
Au fil des saisons, d'autres personnages affectent également la vie de l'île. Lorsqu'un morceau de la Lune de glace s'écrase sur l'île lors de la saison 7, un conflit entre le roi des Glaces et le Prisonnier, ayant des pouvoirs pyrokinésiques, va atteindre son paroxysme à la fin de la saison 8 et provoquer les évènements de la saison 9, lorsqu'un monstre gigantesque auparavant enfermé dans la glace, le Dévoreur, menace la stabilité de l'île. Un robot géant, "Chef d'Équipe Mécha", est construit pour l'arrêter. Lorsqu'un conflit débute entre deux factions au début du chapitre 2, Midas (Matthew Mercer) profite de ce conflit pour construire un dispositif qui aura de fâcheuses conséquences et est un personnage récurrent, qui réapparaît dans le chapitre 5. Galactus (Geno Segers), le Dévoreur de mondes de la Réalité-616, est l'antagoniste principal de la saison 4 du chapitre 2. Son but est de dévorer le Point Zéro et, bien qu'il a échoué, son intervention va mener aux évènements des saisons suivantes. D'autres personnages et factions font également leur apparition et influent également la vie de l'île et des boucleurs.

### Chapitre 1
À l'origine, le chapitre 1 se déroula sur un total de 10 saisons entre 2017 et 2019. Après une saison avec l'île originale en novembre 2023, le jeu introduit une remastérisation du chapitre 1 en décembre 2024, Fortnite OG.
| Saison                                 | Période                                       | Description | Collaborations                                                                                             |
| -------------------------------------- | --------------------------------------------- | --- | --- |
| Saison 1                               | 26 octobre – 13 décembre 2017 (49 jours)      | Suivant la période de lancement du jeu, nommée présaison, d’une durée de six semaines, cette saison voit l’arrivée d’un système de contenu éphémère, la « boutique saisonnière », qui permet aux joueurs d’acheter des tenues et autres cosmétiques après avoir reçu suffisamment d’expérience. La saison est également animée par un événement autour d'Halloween, « Fortnitemares », qui propose des cosmétiques et des armes dans le thème de l'événement. | |
| Saison 2                               | 14 décembre 2017 – 21 février 2018 (70 jours) | Basée sur un thème médiéval. Divers lieux-dits sont ajoutés à la carte de Fortnite dont Tilted Towers, la métropôle de l’île. Cette saison marque également l’arrivée du passe de combat, qui remplace la « boutique saisonnière » et qui propose des récompenses exclusives grâce à 70 paliers de progression. En outre, la saison propose deux événements : un pour la période hivernale qui propose des cosmétiques autour de Noël dont une tenue Casse-Noisette ; un autre pour la Saint-Valentin. | |
| Saison 3                               | 22 février – 30 avril 2018 (68 jours)         | Basée sur un thème d'exploration spatiale. Le passe de combat propose désormais 100 paliers de progression. Au cours de la saison, une météorite apparaît dans le ciel et chute progressivement vers l'île. Se fracturant, elle laisse tomber des météores à plusieurs locations de l'île. Le dernier jour de la saison, Epic Games partage la bande-annonce de la saison 4 dans laquelle on aperçoit la météorite s'écraser sur l'île, ce qui conclut la saison 3. | |
| Saison 4                               | 1er mai – 11 juillet 2018 (71 jours)          | Basée sur un thème de super-héros. La météorite s'est écrasée sur Dusty Depot, un lieu-dit qui ne comportait que 3 dépôts abandonnés, laissant désormais place à un immense cratère nommé Dusty Divot. Des bases de super-héros et de méchants sont apparues sur l'île, servant en fait de décors à un film tourné sur place par les habitants. Au centre du cratère de Dusty Divot duquel subsiste le cœur intact de la météorite, le Visiteur sort d'une mystérieuse capsule découverte par les équipes d'investigation. Celui-ci se rend dans le repaire de méchants qui contient une fusée et il la modifie. Le 30 juin, la fusée est lancée en direct sur le jeu et elle crée une faille massive au-dessus de l'île. Ce phénomène provoque la disparition d'objets de l'île vers d'autres dimensions tandis que des objets d'autres réalités font leur apparition. | Thanos (Marvel),                                                                                           |
| Saison 5 (Le choc des mondes)          | 12 juillet – 26 septembre 2018 (78 jours)     | Cette saison marque le premier anniversaire de Fortnite Battle Royale. La faille créée par le lancement de la fusée provoque des changements spatio-temporels sur l'île dont l'apparition d'un biome désertique au sud-est qui recouvre désormais le biome marécageux. Un habitant de notre monde découvre la tête de Durrr Burger dans le désert californien avant d'être transporté sur l'île avec des objets d'époques et de réalités différentes. Celui-ci se lie à trois habitants de l'île et ceux-ci rencontrent, au cours de leur aventure, des soldats qui volent les objets affectés par la faille. Le 24 août, la faille provoque, avant de disparaître, une pluie d'éclairs de laquelle se forme un immense cube violet. Tout au long de la saison, le cube, surnommé « Kevin » par la communauté, se déplace en temps réel pendant les parties et laisse des marques sur le sol, appelée « runes ». Le 19 septembre, le cube finit par fondre à Loot Lake et remplace l'eau du lac par une matière violette rebondissante. | |
| Saison 6 (Au cœur des ombres)          | 27 septembre – 5 décembre 2018 (70 jours)     | Basée sur le thème d'Halloween. L’île au centre de Loot Lake est détachée du sol par le cube qui la transforme en île flottante après s'y être accroché et avoir formé un immense vortex en-dessous. Au fil de la saison, le cube transporte l’île flottante vers les runes qu'il avait laissés sur le sol dans la saison précédente. Ayant accumulé de l'énergie, le cube retourne ensuite à Loot Lake, maintenant appelé Leazy Lake, avant de faire exploser l'île. L'évènement « Fortnitemares 2018 » débute alors. Des monstres issus du cube commencent alors à apparaître partout sur l'île, en perturbant les parties de tous les joueurs tandis que le cube perd progressivement en puissance et laisse tomber de grosses gouttes dans le vortex du lac. Le 4 novembre, le cube finit par tournoyer sur lui-même et emmène les joueurs dans une dimension parallèle, l'Entremonde. À l'intérieur, chaque joueur flotte jusqu'à ce qu'un papillon en forme de faille se pose sur leur doigt pour le ramener sur l'île. Ils y découvrent la destruction du cube et la formation d'une crevasse verdoyante à l'emplacement de l'ancienne île de Loot Lake. Finalement, un nuage de neige et un iceberg apparaissent au large du sud-ouest de l'île et une collision se prépare.                                 | National Football League,                                                                                  |
| Saison 7 (Il faudra bien vous couvrir) | 6 décembre 2018 – 27 février 2019 (84 jours)  | Basée sur un thème hivernal, cette saison marque l'apparition des défis saisonniers ainsi que de l’ajout du mode créatif, qui permet aux joueurs de la communauté de créer et publier des cartes aux modes de jeu divers et variés. L'iceberg est entré en collision avec l'île au début de la saison 7 et a recouvert un tiers de la carte avec pour sommet Polar Peak. D'abord animée par un événement pour Noël et le nouvel an, la saison révèle ensuite un château caché sous la neige qui s'est mise à fondre. Sorti d'un long sommeil, le Roi des Glaces craint le réveil de son captif, le Prisonnier. En réaction, il rassemble l'énergie dispersée du cube, s'enferme dans une boule de gel et déclenche, le 19 janvier, une immense tempête de neige qui recouvre toute la carte. Mais la neige se remet progressivement à fondre et permet au Prisonnier de s'échapper. Ce dernier récupère ses pouvoirs pyrokinétiques et provoque des séismes un peu partout ainsi qu'un assèchement de la végétation au nord-est de l'île. | Marshmello,                                                                                                |
| Saison 8 (X ouvre la voie)             | 28 février – 8 mai 2019 (70 jours)            | Basée sur un thème tropical avec des pirates. Cette saison marque l’arrivée des vans de rétablissement, permettant aux joueurs de ranimer leurs coéquipiers même après que ceux-ci soient éliminés. Au nord-est de l'île, le Prisonnier a provoqué l'apparition d'un énorme volcan duquel il a fait sa base. Il se bâtit une armée d'hybrides tandis que des pirates posent pied sur l'île à la recherche d'un trésor. En parallèle, des sites d'excavation sont creusés par des équipes de recherche. Le plus grand site est creusé dans la crevasse de Loot Lake, révélant une immense trappe verrouillée. Celle-ci accumule l'énergie de cinq runes mystérieuses et, le 4 mai, elle s'ouvre pour transporter les joueurs dans l'Entremonde où ils atterrissent près d'un orbe mystérieux, révélé plus tard comme étant le Point Zéro. Après avoir désigné en majorité le fusil à tambour parmi six objets gravés sur des piliers, tous les joueurs sont ramenés sur la carte. Ceux-ci assistent alors à l'éruption du volcan, qui projette 3 boules de feu dévastatrices qui vont détruire Retail Row, un côté de l'iceberg de Polar Peak et Tilted Towers. | Black Widow et Star-Lord (Marvel)                                                                          |
| Saison 9 (Le futur est à vous)         | 9 mai – 31 juillet 2019 (84 jours)            | Basée sur un thème futuriste/cyberpunk. Les lieux détruits par le volcan ont été reconstruits en architecture futuriste grâce à l'énergie du Point Zéro : Tilted Towers devient Neo Tilted et Retail Row devient Mega Mall après qu’un centre commercial y a été construit. Après un certain temps, les dommages subis à Polar Peak révèlent un monstre énorme : le Dévoreur. Après s'être échappé, il commence à nager autour de l'île, laissant des empreintes dans divers endroits. Des drones dans la caldeira du volcan, convertis en usine après être devenu auparavant une centrale électrique, ont pendant ce temps commencé à construire un robot géant appelé « Chef d'Équipe Mécha » sous la supervision de la gardienne du Point Zéro, Singularité. Le 20 juillet, Chef d'Équipe Mécha est activé et attaque le Dévoreur, à la recherche du Point Zéro. Le robot, en difficulté, est forcé de saisir le Point Zéro pour fusionner son énergie avec une épée géante et d'enfin abattre le monstre avant de s'envoler vers le ciel. Après l’évènement, le deuxième anniversaire de Fortnite Battle Royale est fêté, juste avant que le Point Zéro, devenu instable à cause du combat entre le Dévoreur et Chef d’Équipe Mécha, n’explose et entraîne le début de la saison X.                              | - John Wick et Sofia Al-Azwar (John Wick), ; - Chef Hopper et Démogorgon (Stranger Things), ; - Air Jordan |
| Saison X (Hors du temps)               | 1er août – 13 octobre 2019 (73 jours)         | Basée sur un thème de voyage temporel. Les restes de l'explosion du Point Zéro ont provoqué un changement dans le temps et l'espace sur l'île, conduisant au retour de Dusty Depot avec la météorite qui l'a frappé gelée dans le temps au-dessus. À l'intérieur se trouve le Scientifique, qui fait partie d'un groupe, les Sept, auquel appartient le Visiteur. Afin d'amener les autres membres des Sept sur l'île, le Scientifique a créé des zones de faille à travers l'île, ce qui a pour conséquence de recouvrir les lieux-dits par des villes d'époques et de réalités différentes (comme Pandora de Borderlands et Gotham City de l'Univers DC). Le 13 octobre, le Scientifique lance une fusée depuis Dusty Depot, avec les fissures au-dessus de chaque zone de faille qui s'ouvrent afin de permettre aux 6 autres fusées des Sept de traverser. Ensuite, les 7 fusées dégèlent la météorite et l'emportent à travers une faille avant de la positionner au-dessus du Point Zéro gelé dans le temps, afin de le frapper et de l'exploser pour qu'il puisse être contenu. Tout cela crée un trou noir qui consomme l'île, les éléments, les joueurs et le jeu lui-même. À la suite de cet événement, le jeu est hors-service pendant environ 36 heures, les écrans du jeu ne montrant que le trou noir. | - Major Lazer ; - Psychobandit (Borderlands 3), ; - Batman et Catwoman (DC Comics),                        |

### Chapitre 2
Le Chapitre 1 a laissé place à la deuxième partie de l'histoire de Fortnite, avec la mise à jour 11.00. Epic Games décide donc de laisser le jeu hors-service pour une durée de 48 heures. D'une durée de 781 jours sur un total de 8 saisons, ce chapitre est le plus long de l'histoire de Fortnite.
| Saison                        | Période                                       | Description | Collaborations |
| ----------------------------- | --------------------------------------------- | --- | --- |
| Saison 1 (Nouveau Monde)      | 15 octobre 2019 – 19 février 2020 (127 jours) | Le trou noir s'est dissipé et une nouvelle île retenant le Point Zéro s'est formée. Cette saison, qui reste encore la plus longue de l’histoire de Fortnite, a notamment introduit de nouveaux mécanismes comme la possibilité de porter des coéquipiers (ou des ennemis). Elle introduit également la nage et la pêche dans un monde où les eaux sont plus accessibles. Des bateaux sont aussi disponibles sur la carte, permettant au joueur d’y naviguer. Pour la première fois, les parties peuvent inclure des joueurs contrôlés par l'intelligence artificielle. L'histoire introduit plusieurs explorateurs qui forment un groupe de recherche tandis que les copies de ces explorateurs, révélées plus tard comme étant leurs « Snapshots » forment leur propre alliance pour les combattre. Pour Halloween, la saison est animée par « Fortnitemares 2019 », où les joueurs doivent affronter à plusieurs le Roi de la Tempête dans un combat de boss. Enfin, les combats entre les explorateurs et leurs copies sont espionnés tandis que des objets en or sont découverts sur la carte, ce qui mènera aux évènements de la saison suivante. | - Rey, Finn, Kylo Ren, Zorii Bliss, le Stormtrooper et le Sith Trooper (Star Wars), ; - Ninja ; - Harley Quinn (DCEU), |
| Saison 2 (Top Secret)         | 20 février – 16 juin 2020 (118 jours)         | Basée sur un thème d'agent secret. Cette saison voit l’arrivée du mode « Party Royale », permettant aux joueurs d’assister à des concerts virtuels. De nombreuses fonctionnalités sont ajoutées tels que le camouflage, le pilotage d'hélicoptères et des bases secrètes dirigées par l'IA. Pour la première fois, le jeu propose une tenue entièrement personnalisable ainsi que du contenu d’une autre licence dans le passe de combat. Deux factions d'agents, Fantôme et Ombre, se battent pour le contrôle de l'île grâce à des bases ainsi qu'un quartier-général sur l’îlot au centre de la carte, l’Agence. Ces deux factions sont secrètement dirigées par un même individu, Midas, qui fait appel à plusieurs agents pour alimenter le conflit et ainsi remplir ses propres objectifs sans être suspecté. Il construit un dispositif sous l’Agence, dans le but de détruire la Tempête. Le 15 juin, il déclenche son appareil mais il échoue cependant à détruire la tempête et un gigantesque mur d’eau entoure désormais l’île. En outre, l’appareil téléporte les joueurs dans le bureau de John "Jonesy" Jones, un agent de l’Institut Onirique, et font sa rencontre. | - Deadpool,, Psylocke, Cable et Domino (Marvel) ; - Travis Scott, |
| Saison 3 (Faites des Vagues)  | 17 juin – 26 août 2020 (71 jours)             | Basée sur un thème aquatique, c'est la saison la plus courte du chapitre 2. Cette saison marque l’arrivée des voitures ainsi que des requins, qui servent de moyen de navigation. Des vortex permettent également aux joueurs de décoller afin d’atterrir sur une autre position. Le mur d'eau formé dans la saison précédente s'abat sur l'île et inonde complètement le paysage. Midas s'est éclipsé tandis que l’Agence (désormais appelée l'Autorité) est tombée sous le contrôle de la faction Ombre. Au cours de la saison, l'eau a commencé à se retirer, révélant plus tard une partie de la carte nommée Coral Castle, surement inspirée par la ville d'Atlantis. À la fin de la saison, le marteau de Thor et des marques du Bifröst apparaissent sur l’île, ce qui mènera aux évènements de la saison suivante. | - Loserfruit (en) ; - Aquaman et Black Manta (DCEU) ; - Captain America (Marvel) |
| Saison 4 (Le Nœud du Conflit) | 27 août – 1er décembre 2020 (97 jours)        | Cette saison, dont le thème est centré sur Marvel, marque le troisième anniversaire de Fortnite Battle Royale. Les factions Ombre et Fantôme ont déserté l'île tandis que Thor, à la suite des évènements de Nexus War: Thor, arrive sur l'île afin d'empêcher Galactus de dévorer le Point Zéro. Grâce au Bifröst, il convoque de nombreux personnages de l'univers Marvel pour le combattre. Midas fait son retour lors du « Fortnitemares 2020 », dans l'objectif de reprendre le contrôle des ruines de l'Autorité à la tête d'une armée de soldats spectraux. Lors de l'évènement de la saison, Galactus arrive enfin sur l'île pour consommer le Point Zéro, dissimulé sous l'îlot central de l'île. Détruisant ce qu'il reste de l'Autorité, il commence à absorber l'énergie du Point Zéro, menaçant un effondrement total de toute la réalité. Pour le stopper, les super-héros rassemblent une énorme flotte de bus de combat piégés de bombes pour inciter Galactus à les inhaler tous et à le détruire de l'intérieur. Après que Galactus ait envoyé des vagues de drones pour entraver cette attaque, les héros parviennent à faire entrer les bus à l'intérieur de Galactus, provoquant une explosion massive qui l'expulse hors de l'île. Cependant, le Point Zéro a été gravement endommagé, ce qui conduira aux événements de la saison suivante. | - Thor, Tornade, Iron Man, Mystique, Docteur Fatalis, She-Hulk, Wolverine, Groot, Rocket Raccoon, Blade, Surfer d'argent, Natasha Romanoff (en),, Ghost Rider, Daredevil et Venom (Marvel) ; - Lachlan (en) ; - J Balvin, ; - Joker et Poison Ivy (DC Comics) ; - SOS Fantômes ; - National Football League, |
| Saison 5 (Point Zéro)         | 2 décembre 2020 – 15 mars 2021 (104 jours)    | Basée sur un thème de chasseurs, cette saison marque l'arrivée de l'abonnement Club Fortnite, permettant au joueur d'obtenir chaque mois, en plus du passe de combat de la saison en cours, un contenu exclusif. Après la bataille contre Galactus, l'îlot au centre de l'île et ses environs deviennent un désert et le Point Zéro est désormais à la surface et instable. L'Institut Onirique, l'organisation qui contrôle l'île, envoie leur agent John "Jonesy" Jones dans la boucle afin de stabiliser le Point Zéro et d'empêcher les boucleurs de s'échapper. Il recrute donc les meilleurs chasseurs parmi les réalités pour l'aider. Au fil de la saison, le Point Zéro devient de plus en plus instable, attenant un point critique à la fin de la saison. | - Le Mandalorien et Grogu (Star Wars), ; - Kratos et Mímir (God of War) ; - Le Major (Halo) ; - Michonne et Daryl Dixon (The Walking Dead) ; - T-800 et Sarah Connor (Terminator) ; - Snake Eyes (G.I. Joe) ; - Ryu et Chun-Li (Street Fighter) ; - Ripley et le Xénomorphe (Alien) ; - Predator (Predator) ; - Green Arrow et Flash, (DC Comics) ; - Ant-Man, Black Panther, Captain Marvel et le Maître de Corvée (Marvel) ; - TheGrefg ; - Lazarbeam (en) ; - Tron : L'héritage |
| Saison 6 (Instinct Primitif)  | 16 mars – 7 juin 2021 (84 jours)              | Basée sur un thème sauvage. Jones quitte l'Institut Onirique, qui n'a rien fait pour l'aider à stabiliser le Point Zéro et obtient l'aide de la Fondation, le chef des Sept, en échange d'informations sur le chef de l'IO, Geno. Cette séquence est pour la première fois jouable en solo. La Fondation et Jones parviennent à stabiliser le Point Zéro en l'enfermant dans une tour, non sans sacrifice. Le premier y est enfermé tandis que le second est piégé dans la boucle. Cependant, une "vague de réalité" créée par le Point Zéro a remplacé le désert au cœur de l'île et la technologie moderne par un décor et des outils primitifs, envoyant l'île à un âge de pierre. Un nouveau personnage en quête de puissance, Raz, s'intéresse à la tour qui entoure le Point Zéro et manipule le boucleur afin d'avoir un artefact qui va le corrompre. Le boucleur finira par vaincre Raz et à récupérer l'artefact mais le pouvoir que possédait Raz va attirer une nouvelle menace, à bord de soucoupes volantes. | - Harley Quinn, Batman, Catwoman, Deathstroke,, Raven et Beast Boy (DC Comics) ; - Lara Croft (Tomb Raider) ; - Aloy (Horizon Zero Dawn) ; - Kelsier (Fils-des-brumes) ; - Neymar Jr. ; - National Basketball Association, |
| Saison 7 (Invasion)           | 8 juin – 12 septembre 2021 (97 jours)         | Basée sur un thème extraterrestre. L'île est envahie par une faction d'aliens provenant d'une dimension appelée Ultime Réalité. Leur vaisseau gigantesque détruit la tour au centre de l'île, propulsant la Fondation dans une autre réalité. Le Docteur Slone, qui commande les forces armées de l'Institut Onirique, se révèle aux boucleurs et les préparent à se battre contre les envahisseurs, qui déploient leurs troupes et leurs vaisseaux à la recherche du Point Zéro. Après que plusieurs lieux-dits se soient faits absorbés par le vaisseau-mère de l'Ultime Réalité, le Docteur Slone prévoit la destruction du vaisseau lors de l'événement de la saison, « Opération Feu Céleste ». Le vaisseau-mère absorbe les éléments de Corny Complex, dont le sol est fourré de bombes. Slone fait ensuite exploser le vaisseau envahi par les boucleurs mais celui-ci était rempli de cubes de corruption, comme celui apparu lors de la saison 6 du chapitre 1, qui s'écrasent sur l'île. Parmi les cubes qui s'écrasent, un cube s'est lié avec les boucleurs et a changé de couleur, devenant bleu au lieu de violet. | - Guggimon (Superplastic) ; - Superman, Batman,, Wonder Woman et Bloodsport, (DC Comics) ; - Rick Sanchez et Morty Smith (Rick et Morty) ; - Harry Kane et Marco Reus, ; - Loki,, Thanos,, Gamora et Shang-Chi, (Marvel) ; - LeBron James ; - J Balvin, ; - Cammy et Guile (Street Fighter) ; - Mec (Free Guy) ; - Mike Lowrey (Bad Boys) ; - Bugha ; - Ariana Grande, ; - Gildedguy ; - Ferrari, ; - Time, |
| Saison 8 (Incubation)         | 13 septembre – 4 décembre 2021 (82 jours)     | Cette saison marque le quatrième anniversaire de Fortnite Battle Royale. Les cubes de l'Ultime Réalité pullulent sur l'île, faisant de nouveau apparaître des hordes de monstres corrompus tandis qu'un groupe de résistants se dresse contre les envahisseurs,. Un cube doré se déplace au centre de l'île et fait émerger la Reine Cube, qui déclenche l'événement « Fortnitemares: La colère de la Reine Cube »,. Faisant apparaître des monstres énormes, elle fait ensuite converger tous les cubes en une seule structure pyramidale et se prépare pour le combat final. En parallèle, la Fondation se réveille dans un océan de la réalité NF-1935 et émerge à Gotham City,. Sur l'île, les boucleurs se préparent pour le combat final, aidés par le cube bleu. La Reine Cube utilise le pouvoir de la pyramide pour ouvrir un portail vers l'Ultime Réalité, provoquant l'arrivée de multiples soucoupes volantes et vaisseaux-mères qui submergent les boucleurs et détruisent le cube bleu. La Fondation, de retour sur l'île, vient sauver Jones, prisonnier de Slone depuis la saison 6. Le Scientifique et le Visiteur viennent en renfort et sauvent les boucleurs. Ces derniers suivent le Scientifique dans les couloirs du Pont, le Q.G. de l'Institut Onirique. Rejoignant la Fondation, ils sont attaqués par un monstre depuis les fonds marins qui inondent le Pont et éjectent les boucleurs loin de l'île. La Fondation s'est servie de la technologie de l'IO pour retourner l'île, forçant l'Ultime Réalité à battre en retraite tout en prenant le contrôle de l'autre face de l'île. Un tsunami emporte finalement les boucleurs, les laissant à la dérive. Le jeu devient alors inaccessible pendant environ une journée, avant le début du chapitre 3. | - Carnage, Eddie Brock,, le Phénix Noir et Nick Fury (Marvel) ; - Ariana Grande, ; - Janky (Superplastic) ; - le monstre de Frankenstein, la fiancée de Frankenstein et la Momie (Universal Monsters), ; - Rick Grimes (The Walking Dead) ; - Paul Atreides et Chani (Dune), ; - Chris Redfield et Jill Valentine (Resident Evil) ; - le Batman qui Rit (en) (DC Comics) ; - Jinx (League of Legends), ; - Naruto Uzumaki, Sakura Haruno, Sasuke Uchiwa et Kakashi Hatake (Naruto) ; - Balenciaga ; - Kaws ; - El Chapulín Colorado (Chespirito) ; - Monopoly ; - Radiohead, ; - Moncler ; - Air Jordan, |

### Chapitre 3
Le Chapitre 2 laisse place au Chapitre 3 le 4 décembre 2021 à 22 h 00 CET, lors de l'évènement « La Fin ». D'une durée de quatre saisons pour une période de 360 jours, il s'agit du chapitre le plus court de Fortnite.
| Saison                  | Période                                    | Description | Collaborations |
| ----------------------- | ------------------------------------------ | --- | --- |
| Saison 1 (Retournement) | 5 décembre 2021 – 19 mars 2022 (105 jours) | Après avoir flotté pendant près de 18h dans l'océan, le boucleur est accueilli par la Fondation sur la nouvelle île où celui-ci le recrute dans son combat contre l'Institut Onirique et les autres ennemis qui menacent la Réalité Zéro. De nouvelles fonctionnalités font leur apparition : la glissade et la couronne de victoire, obtenable après un top 1 ou sur un joueur qui a remporté sa partie précédente, et qui permet de collectionner des "victoires couronnées" en gagnant une partie supplémentaire. En plus du Daily Bugle de la Réalité-616 ainsi que de Tilted Towers et autres lieux-dits du chapitre 1 qui sont apportés sur l'île, des bases pour les Sept sont construites avec la plus grande d'entre elles, le Sanctuaire, qui est dirigée par la Fondation. Au cours de la saison, des tremblements de terre ont lieu partout sur l'île, détruisant même l'un des avant-postes des Sept. Les responsables de ces tremblements sont en fait l'IO qui atteignent la surface de l'île à l'aide de foreuses, installent une base à Covert Cavern et se préparent à la guerre pour anéantir les Sept et récupérer le contrôle de l'île. | - Dwayne Johnson dans le rôle de la Fondation ; - Spider-Man, Michelle Jones-Watson (en), le Bouffon Vert,, Clint Barton, Kate Bishop,, Malicia et Gambit (Marvel) ; - Marcus Fenix (en) et Kait Diaz (en) (Gears of War) ; - Boba Fett, Fennec Shand et Krrsantan (en) (Star Wars), ; - Vi (League of Legends), ; - Nathan Drake et Chloe Frazer (Uncharted), ; - Bruno Mars et Anderson .Paak ; - Naomi Osaka ; - Marshmello, ; - Matrix, ; - Cobra Kai, |
| Saison 2 (Résistance)   | 20 mars – 4 juin 2022 (76 jours)           | Les évènements de la saison se déroulent conjointement à ceux de la bande-dessinée Fortnite X Marvel: La Guerre Zéro. Désormais prêtes pour l'affrontement, les forces de l'Institut Onirique envahissent l'île, menées par le Docteur Slone et son homme de main Gunnar. Ils ont la ferme intention de reprendre le contrôle du Point Zéro et d’exterminer les Sept et les boucleurs. Totalement surpassés en nombre et même privés de construction par Slone, les protagonistes reçoivent des renforts de la réalité-616. Les trois derniers membres des Sept sont également introduits : l'Origine, l'Onirisme et l’Institution. Après plusieurs semaines de résistance et découvrant que l'IO a pour projet de détruire l'île à l'aide d'un appareil géant, les Sept décident de reconstruire Chef d'Équipe Mécha et de ramener Paradigme, situés tous deux sur la Lune de glace depuis la saison 9 du chapitre 1. Lors de l'évènement « Impact », Paradigme pilote le robot pendant que les boucleurs manipulent les armes. Au même moment, les autres forces de la résistance s’unissent contre l’IO. Lorsque le Mécha est sur le point de détruire l’appareil, le robot géant est piégé dans le sol et Paradigme éjecte les boucleurs, qui rejoignent Jones et la Fondation. Paradigme reprend le contrôle du Mécha et écrase Slone qui était aux commandes d’un tank. Pendant que les boucleurs s’occupent de détruire l’appareil, la Fondation et Jones poursuivent le chef de l'IO, Geno, au sein du Point Zéro. | - Docteur Strange, la Sorcière Rouge,, Moon Knight,, Mary Jane Watson et le Rôdeur (Marvel) ; - Ezio Auditore et Eivor Varinsdottir (Assassin's Creed), ; - Sakura Kasugano et Blanka (Street Fighter) ; - RoboCop (RoboCop) ; - Obi-Wan Kenobi (Star Wars), ; - Chloe Kim ; - Chica ; - Ali-A ; - Wu-Tang Clan ; - Coachella ; - Pac-Man, |
| Saison 3 (Relax)        | 5 juin – 18 septembre 2022 (105 jours)     | Basée sur un thème festif. Maintenant que l'Institut Onirique est vaincu, les habitants de l'île font la fête et sont observés par une entité malveillante. Désormais autonome, le Point Zéro fait pousser plusieurs arbres de "réalité" sur l'île, le plus grand d'entre eux se situant à l'ouest de Tilted Towers. Le grand arbre de réalité étend ses racines au fil des semaines tandis que le Point Zéro, qui agit de manière incontrôlée, transporte des artefacts en s'exposant à de nouvelles menaces. En outre, la Fondation et l'Institution ont disparu. Tout ça inquiète le Scientifique, qui décide de concevoir une IA de lui-même, AMIE, avant d'étudier une substance mystérieuse, du chrome, qui se répand progressivement sur l'île. | - Spider-Man, Wolverine,, Thor et Jane Foster, (Marvel) ; - Dark Vador (Star Wars), ; - Indiana Jones (Indiana Jones) ; - Hinata Hyûga, Orochimaru, Gaara et Itachi Uchiwa (Naruto) ; - Starfire et Dreamer (en) (DC Comics) ; - Son Goku, Vegeta, Bulma et Beerus (Dragon Ball), ; - le commandant Zavala, Ikora Rey et l'Exo-inconnue (Destiny) ; - John Cena, ; - Patrick Mahomes ; - Among Us ; - Kaws,                                                |
| Saison 4 (Paradis)      | 19 septembre – 3 décembre 2022 (76 jours)  | Cette saison, basée sur le thème du chrome, marque le cinquième anniversaire de Fortnite Battle Royale. Le chrome terrasse les derniers membres des Sept, à l'exception de Paradigme qui parvient à s'enfuir dans la Réalité-659. Le chrome recouvre progressivement toute l'île et est contrôlé par le Héraut, l'entité qui observait l'île dans la saison précédente. Le chrome est plus tard révélé comme une arme de l'Ultime Réalité, dirigée par une autre entité : le Néant. Lors de l'évènement « Fracture », le Héraut parvient à détruire l'île en fusionnant avec l'Arbre de Réalité mais Paradigme, aidée des boucleurs et d'AMIE, parvient à fusionner le Point Zéro avec les fragments de plusieurs réalités. Une nouvelle île est finalement reconstruite mais Paradigme semble s'être sacrifiée dans le processus. | - Brie Larson dans le rôle de Paradigme ; - Spider-Gwen,, Iron Man, et X-23 (Marvel) ; - l'Impératrice Summer et Monsieur Larbin (en) (Rick et Morty), ; - Black Adam (DCEU), ; - Ash Williams (Evil Dead) ; - Luke Skywalker, Leia Organa et Han Solo (Star Wars), ; - SypherPK (en) ; - Goat Simulator ; - Ralph Lauren ; - LeBron James, Chloe Kim, Neymar Jr. et TheGrefg,                                                                             |

### Chapitre 4
À la suite de l'évènement « Fracture » du 3 décembre, les joueurs peuvent, à partir du 4 décembre, explorer la nouvelle île du chapitre 4. D'une durée de 5 saisons pour une période de 362 jours, ce chapitre introduit notamment une remastérisation du chapitre 1 en novembre 2023.
| Saison                       | Période                        | Description | Collaborations |
| ---------------------------- | ------------------------------ | --- | --- |
| Saison 1                     | 4 décembre 2022 – 10 mars 2023 | Basée sur un thème médiéval. L'Intemporel, un jeune « Snapshot » de Geno, est à la tête d'une nouvelle organisation nommée les Adoubés et contrôle l'un des trois biomes de l'île autour de la Citadelle. Au cours de la saison, l'Intemporel demande à son homme de main, Stellan, de construire un portail qui permettra d'explorer d'autres réalités. Aidé par les boucleurs, Stellan leur confie qu'il reçoit ses instructions d'un homme immatériel en coulisses. En parallèle, AMIE, s'inquiète du sort du Scientifique disparu dans la saison précédente. Se construisant un corps physique, AMIE découvre où se trouve le Scientifique et active le portail construit par Stellan, ce qui ouvre une immense faille rouge dans le ciel. Elle traverse donc la faille pour le retrouver. Malgré la destruction du portail, la faille ne se ferme cependant pas après le départ d'AMIE et Stellan s'inquiète de ce qui pourrait se produire. | - Doomguy (Doom) ; - Geralt de Riv (The Witcher) ; - Hulk et Sam Wilson, (Marvel) ; - MrBeast, ; - Izuku Midoriya, Katsuki Bakugo (en), Ochaco Uraraka (en) et All Might (My Hero Academia), ; - Isaac Clarke (Dead Space), ; - Son Gohan et Piccolo (Dragon Ball), ; - Adonis Creed (Rocky), ; - Giannis Antetokounmpo ; - The Kid Laroi, ; - Flakes Power                       |
| Saison 2 (MÉGA)              | 10 mars – 8 juin 2023          | Basée sur un thème cyberpunk/Neo Tokyo et japonais. La faille a fait apparaître plusieurs fragments d'une autre réalité au sud-est de la carte. Ce biome comprend une grande ville, Méga City, ainsi que d'autres lieux avec un style japonais. Un mystérieux saboteur cherche à déclencher un conflit entre le Clan Renard et la Garde Fluviable, deux des principales factions du biome et s'est également emparé des renseignements sur l'Ultime Réalité que possédait une troisième faction, le groupe de Pacification. Avec l'aide du boucleur, les chefs du groupe de Pacification, Évie et Thunder, parviennent à réunir le Clan Renard et la Garde Fluviable ainsi qu'à démasquer le saboteur, révélé plus tard comme un agent de l'Ultime Réalité qui était infiltré dans la quatrième organisation, les Invisibles. La guerre entre les organisations est ainsi évitée mais des tremblements de terre se produisent sur l’île, ce qui provoque les évènements de la saison suivante. | - Eren Jäger, Mikasa Ackerman et Livaï Ackerman (L'Attaque des Titans) ; - Leon S. Kennedy et Claire Redfield (Resident Evil), ; - Anakin Skywalker, Padmé Amidala, Dark Maul et les clones (Star Wars), ; - Goku Black (Dragon Ball) ; - Miles Morales et Spider-Man 2099 (Marvel), ; - Coachella, ; - Yoshitaka Amano                                                           |
| Saison 3 (Enfer Vert)        | 9 juin – 25 août 2023          | Basée sur le thème de la jungle. Le centre de l'île s'est effondré et une jungle est apparue au cœur de laquelle se trouvent des temples abandonnés ainsi que le Point Zéro, désormais pétrifié. Slone, qui a survécu à l'événement « Impact », a quitté l'Institut Onirique et étudie les ruines de cette civilisation disparue. En parallèle, Optimus Prime prend contact avec les boucleurs et les informe que le Point Zéro est désormais vidé de son énergie. En conséquence, la réalité est sur le point de s'effondrer et la solution pour sauver l'île se trouve dans le passé. Entre temps, Slone a trouvé un télescope antique, l'Instrument, avant de l'activer avec l'aide des boucleurs. Le déclenchement de l'appareil provoque un phénomène astral et Slone, ayant appris qu'une éclipse surnaturelle est sur le point de se produire, fait appel à l'une de ses connaissances. | - Optimus Prime et Optimus Primal (Transformers) ; - Yennefer de Vengerberg et Ciri (The Witcher) ; - un guerrier (The Elder Scrolls Online) ; - Philip J. Fry, Bender et Leela (Futurama) ; - Terminator (Terminator) ; - Yuji Itadori, Megumi Fushiguro, Nobara Kugisaki (en) et Satoru Gojo (en) (Jujutsu Kaisen), ; - Becky Lynch et Bianca Belair (WWE) ; - Airphoria (Nike) |
| Saison 4 (Dernière Danse)    | 25 août – 3 novembre 2023      | Cette saison, basée sur le thème du braquage, marque le sixième anniversaire de Fortnite Battle Royale. Kado Thorne, un vampire qui voyage dans le temps, est arrivé sur l’île avec plusieurs objets volés déjà apparus dans l’histoire de Fortnite. Au cours de la saison, les boucleurs aident Slone et son associé, Nolan Chance, à assembler une équipe pour braquer la machine temporelle de Thorne, programmée pour le 12 juillet 2018. Lors de « Fortnitemares 2023 », l'éclipse se déclenche et provoque la transformation de Thorne en revenant. Slone et l'équipe de Chance, aidés de Jones et des boucleurs, accomplissent néanmoins leur braquage et des tests sont ensuite effectués sur la machine temporelle, qui commence à emmener des objets du chapitre 1, comme la tête de Durrr Burger. Finalement, Jones se prépare à voyager dans le passé. | - Khaby Lame ; - Ahsoka Tano (Star Wars), ; - Shoto Todoroki (en), Eijiro Kirishima et Mina Ashido (My Hero Academia), ; - Bumblebee et Mégatron (Transformers) ; - Michael Myers (Halloween), ; - Jack Skellington (L'Étrange Noël de Monsieur Jack), ; - Alan Wake (Alan Wake), ; - J Balvin,                                                                                   |
| Saison 5 (Fortnite Original) | 3 novembre – 3 décembre 2023   | La machine temporelle de Kado Thorne emmène Jones à la date qui marque le début de la saison 5 du chapitre 1. Mais la carte et les personnages ont subi plusieurs anachronismes qui provoquent des différences avec leurs versions originales. Le passe de combat est le plus petit jamais paru, étant composé de 50 niveaux de progression (plus des niveaux bonus) et a la particularité de proposer des skins remodelés à partir de plusieurs tenues emblématiques du chapitre 1. Suivant les instructions de Slone depuis le futur, Jones prépare le lancement d'une fusée depuis Dusty Divot, à laquelle il a accroché la machine temporelle. Lors de l’évènement final, « Big Bang », la fusée décolle mais se transforme en divers objets différents au cours de son ascension à cause de la machine temporelle qui y est accrochée. Comme lors de l’évènement « La Fin » du chapitre 1, les fusées des Sept arrivent à leur tour, dégelant le météore mais celui-ci se transforme aussi en divers objets différents au cours de sa chute dans le point Zéro. Finalement, l’île est également détruite mais, en raison de l’effet de la machine temporelle, l’histoire subit un nouveau départ et, au lieu de former un trou noir, un big bang se produit. Toutes les réalités renaissent et le point Zéro est de nouveau en pleine forme. Les joueurs découvrent trois nouvelles réalités : un monde fait de Lego, un circuit où les voitures de Rocket League font une course et une scène où les joueurs assistent à un concert virtuel d’Eminem. Les joueurs sont finalement redirigés dans l’espace afin de regarder toutes les réalités depuis une vue d’ensemble. Peu après l’évènement, le compte officiel de Fortnite sur X (anciennement Twitter) promet un retour du chapitre 1 pour 2024. | - Onze (Stranger Things) ; - Lewis Hamilton ; - Omni-Man, Invincible et Atom Eve (en) (Invincible), ; - Eminem |

### Chapitre 5
À la suite de l'évènement « Big Bang » du 2 décembre 2023, les joueurs peuvent, à partir du 3 décembre, explorer la nouvelle île du Chapitre 5. D'une durée de 5 saisons pour une période de 361 jours, ce chapitre voit l'ajout de trois jeux parallèles au Battle Royale : un jeu de survie Lego Fortnite ; un jeu de course développé par Psyonix, Rocket Racing ; ainsi qu’un jeu de rythme musical développé par Harmonix ; Fortnite Festival. À compter de ce chapitre, deux nouveaux types de cosmétiques sont ajoutés : les carrosseries pour les voitures dès le lancement et les chaussures pour les tenues à partir de la dernière saison.
| Saison                       | Période                        | Description | Collaborations |
| ---------------------------- | ------------------------------ | --- | --- |
| Saison 1 (Subversion)        | 3 décembre 2023 - 8 mars 2024  | L’histoire suit une nouvelle intrigue au sein d'une autre réalité, prenant place sur une île où circule un train avec des lieux-dits à l'architecture européenne. Une mécanique de jeu est ajoutée : les médaillons. Plusieurs boss laissent tomber un médaillon lorsqu'ils sont vaincus et chaque médaillon procure un avantage au joueur qui l'obtient mais celui-ci devient désormais plus ou moins visible sur la carte en fonction du nombre de médaillons qu'il porte. Deux factions font leur apparition : l'Ordre, composé de Peter Griffin et 4 autres figures influentes qui règnent sur l'île, et la Subversion, un groupe de rebelles dirigé par une nouvelle protagoniste : Hope. Valéria, l'une des figures de l'Ordre qui est la sœur de Hope, kidnappe Banane afin de forcer Jones à lui donner des informations sur un coffre, révélé plus tard comme la boîte de Pandore. Jones s'allie à Hope et parvient finalement à libérer Banane tandis que Valéria continue ses recherches sur la boîte de Pandore, menant à l'apparition d'un bras titanesque qui surgit sur l'île en portant la boîte. Les boucleurs parviennent à l'ouvrir et libèrent toutes les âmes qui y étaient enfermées. | - Peter Griffin et Ernie le poulet géant (Les Griffin) ; - Solid Snake et Raiden (Metal Gear) ; - Leonardo, Raphael, Donatello, Michelangelo, April O'Neil, Shredder et Splinter (Tortues Ninja), ; - Freezer et Cell (Dragon Ball) ; - The Weeknd et Lady Gaga, ; - Lamborghini Huracán STO et McLaren 765LT |
| Saison 2 (Mythes et Mortels) | 8 mars - 24 mai 2024           | Basée sur le thème de la mythologie grecque. La carte subit d'énormes changements, avec l'apparition de deux nouveaux biomes : l'un autour du mont Olympe au sud-est ; et l'autre centré sur les Enfers au nord-ouest. Après l'ouverture de la boîte de Pandore, le panthéon grec arrive sur l'île. Après le départ de Valéria, les figures restantes de l'Ordre sont rapidement vaincues par Zeus, ce qui cause la dissolution du groupe. Avec son intention de détruire l'île et les mortels, Zeus représente une nouvelle menace et le boucleur est guidé par Hadès et l'Oracle, une figure mystérieuse aux visions prophétiques, qui l'aident à vaincre Cerbère et Arès. Tandis que Zeus réunit Hadès, Cerbère et Arès en vue d'un conflit, le boucleur s'allie à Poséidon, Aphrodite et Artémis ; Midas s'échappe quant à lui des Enfers où il était enfermé et réforme son équipe avant de fuir l'île avec elle à bord de son yacht. Avec l'aide de l'Oracle et Méduse, le boucleur parvient à affaiblir et vaincre Zeus ; ce qui laisse à Hope l'opportunité de taguer le trône du roi de l'Olympe avec le symbole de la Subversion. Cependant, l'Oracle prophétise l'arrivée d'une nouvelle menace : le Vagabond. Ayant survécu, Zeus se sert de ses dernières forces pour animer la statue du mont Olympe, qui tire plusieurs éclairs sur la boîte de Pandore. Se surchargeant d'énergie, la boîte est propulsée vers une terre désertique et déclenche une tempête de sable qui s'approche de l'île avec un immense navire en son sein. | - Korra (La Légende de Korra) ; - Aang, Appa, Katara, Toph Beifong et Zuko (Avatar, le dernier maître de l'air), ; - Airphoria et Niké (Nike) ; - Groot, Drax, Mantis,, Hulk, Hela,, Loki et Sylvie Laufeydottir, (Marvel) ; - Luke Skywalker, Chewbacca, le Death Trooper, Lando Calrissian, Yoda et C-3PO (Star Wars), ; - Crématorium, Himiko Toda et Tomura Shigaraki (My Hero Academia) ; - J Balvin, ; - Billie Eilish, ; - National Basketball Association, ; - Coachella, |
| Saison 3 (Débridé)           | 24 mai - 16 août 2024          | Basée sur un thème apocalyptique. Après sa défaite, Zeus a quitté l'île avec la plupart des mythes grecs tandis que la tempête de sable et le navire sont entrés en collision avec l'île, la recouvrant d'un biome désertique au sud. Une nouvelle faction, le Gang des Friches, envahit l'île avec des véhicules modifiés et une nouvelle substance qui affecte les boucleurs ainsi que les véhicules, le Nitro. Le chef du Gang des Friches, Mégalo Don, a fait construire un pipeline à partir de Redline Rig, une raffinerie de Nitro, pour remplir son navire situé à Brutal Beachhead, dans l'objectif de conquérir l'île. Pendant ce temps, Hope apprend de l'Oracle son lien avec la boîte de Pandore qui lui permet de voir l'avenir ainsi que le destin qui la lie au Vagabond. Venu avec le Gang des Friches, Magnéto libère l'Arme-X d'un bunker près de Grand Glacier avant de placer des balises de faille qui lui permettront d'appeler des renforts pour combattre le Vagabond. Le 10 août, Mégalo Don active le pipeline pour remplir son navire mais le mécanisme est piraté par le Vagabond, ce qui fait exploser tout le pipeline et une partie de Redline Rig, révélant que la boîte de Pandore était la source du Nitro. | - Armure assistée T-60 (Fallout) ; - Magnéto, Deadpool, Wolverine,, Jubilé, Colossus et Cyclope (Marvel) ; - James Hetfield, Lars Ulrich, Kirk Hammett et Robert Trujillo (Metallica), ; - Ariana Grande, ; - l'Employé (Lethal Company) ; - Nick Eh 30 (en) ; - Jack Sparrow, Davy Jones, Elizabeth Swann et le Capitaine Barbossa (Pirates des Caraïbes), ; - C-17, C-18 et Trunks (Dragon Ball) ; - IG-11 (en), Moff Gideon (en) et Grogu, (Star Wars) ; - Fall Guys, ; - Adidas, ; - Alan Walker ; - D23 (Disney) ; - Nissan Fairlady Z, Nissan Z Performance et Tesla Cybertruck                                                                                           |
| Saison 4 (Jugement Fatal)    | 16 août - 2 novembre 2024      | Basée sur le thème de Marvel, cette saison marque le septième anniversaire de Fortnite Battle Royale. Le Vagabond, révélé comme étant le Docteur Fatalis, est maintenant doté du pouvoir de la boîte de Pandore et s'est débarrassé de Mégalo Don et plusieurs personnages de l'univers Marvel, dont Magnéto, les 4 Fantastiques et Galactus, avant d'amener des éléments de la Latvérie sur l'île, ce qui fait apparaître un nouveau biome au nord et au nord-est de la carte. Après ça, Fatalis s'est caché et a commencé à construire une nouvelle armure capable de canaliser sa nouvelle puissance tandis qu'il a laissé des Fatalibots pour affronter les boucleurs. Grâce à des composants électroniques volés par Gwenpool et le boucleur, Shuri tente d'activer des balises de faille afin d'envoyer Fatalis dans une autre réalité mais les appareils ont été piratés par ses alliés Mystério et Emma Frost. L'arrivée d'Iron Man va permettre aux super-héros d'installer d'autres balises de faille et de terrasser les Fatalibots, Mystério et Emma Frost. Le 5 octobre, Hope et Jones sont cette fois confrontés à Fatalis, devenu gigantesque grâce à sa nouvelle armure. Les joueurs du monde entier et les héros rejoignent Hope et Jones dans un combat global qui se résulte par la défaite de Fatalis après qu'il a été frappé par son propre pouvoir avant d'être expulsé de l'île par une balise de faille. La saison est ensuite animée par « Fortnitemares 2024 » où plusieurs personnages, dont Méphisto et Billy la Poupée, métamorphosent l'île dans le thème d'Halloween et proposent des défis aux joueurs. Finalement, le 1er novembre, une faille se connecte à New York depuis Restored Reels et diffuse un concert en direct à Times Square avec Ice Spice et Snoop Dogg, qui finit par former une immense faille dans le ciel. | - Docteur Fatalis,, Gwenpool (en), Emma Frost, War Machine,, Mystério, Shuri, Iron Spider (en), Black Cat, Iron Man,, Agony, She-Venom (en),, Méphisto et Spider-Woman (Marvel) ; - Karol G, ; - Cruella d'Enfer, Maléfique et Capitaine Crochet (Disney) ; - M. Indestructible, Elastigirl et Frozone (Les Indestructibles) ; - El Rubius ; - Shaquille O'Neal ; - Billy la Poupée (en) (Saw) ; - Leatherface (Massacre à la Tronçonneuse), ; - Sally et Jack Skellington (L'Étrange Noël de Monsieur Jack), ; - Edward aux mains d'argent (Edward aux mains d'argent) ; - Marshmello, ; - BMW M240i, BMW Série 1, Nissan Skyline GT-R R34 (Fast and Furious) et McLaren Senna |
| Saison 5 (Chapitre 2 Remix)  | 2 novembre - 1er décembre 2024 | Basée sur le thème du chapitre 2 avec un accent sur la culture rap, elle marque la fin du chapitre 5. Comme pour la saison Fortnite Original, plusieurs tenues et lieux du chapitre 2 font leur apparition ; de même qu'un passe de combat avec 50 paliers. La faille créée par le concert a emporté les joueurs sur l'île du chapitre 2, avec quelques différences. Snoop Dogg est progressivement accompagné d'Eminem, Ice Spice et Juice Wrld. Les trois premiers ont pris respectivement possession de l'Agence, de la Grotte et du Requin, désormais nommés le Doggpound, Spaghetti Grotto et Ice Isle, tandis que le dernier s'installe au large du sud-ouest de l'île. Des enregistrements audio découverts par les joueurs révèlent que Hope essaie de se réconcilier avec Valéria dans un message d'adieu. Le 30 novembre, les quatre rappeurs s'unissent dans un concert marquant la fin de la saison, qui rend notamment hommage à Juice Wrld en diffusant son dernier titre posthume en avant-première : Empty Out Your Pockets. Finalement, un papillon ouvre une faille qui transporte le boucleur, Jones et Hope vers une nouvelle île. Ceux-ci sont suivis par un artefact mystérieux qui s'écrase sur l'île. | - Snoop Dogg, ; - Eminem, ; - Ice Spice, ; - Juice Wrld, ; - Nike ; - Les Tortues Ninja ; - Cadillac DeVille et Porsche 911 GT3 RS |

### Chapitre 6
À la suite de l'évènement « Chapitre 2 Remix : La Conclusion » du 30 novembre 2024, les joueurs peuvent, à partir du 1er décembre, explorer la nouvelle île du Chapitre 6. Plusieurs mécaniques de parkour sont ajoutées, dont la roulade et les sauts d'un mur à l'autre. Le jeu propose également une remastérisation du chapitre 1, Fortnite OG ; elle voit aussi l'ajout de la vue à la première personne et d'un jeu de tir PvP opposant deux équipes de cinq joueurs, Fortnite Frénésie.
| Saison                              | Période                             | Description | Collaborations |
| ----------------------------------- | ----------------------------------- | --- | --- |
| Saison 1 (Chasseurs de Démons)      | 1er décembre 2024 - 21 février 2025 | Basée sur le thème du folklore japonais. Après l'événement final de la saison précédente, les boucleurs, Hope et Jones atterrissent dans la Réalité-783, suivis par une comète qui s'écrase sur l'île. L'impact causé par la comète, plus tard révélée comme étant un fragment du Point Zéro, a réveillé la magie de l'île, ce qui a pour conséquence d'activer des portails à travers lesquels passent des démons dirigés par Shogun X et Rose de Nuit, un imposant samouraï sans visage et une guerrière aux éventails de guerre, tous deux possédés par une entité démoniaque. La nouvelle alliée de Hope, Jade, disparaît dans un portail après que le frère de cette dernière, Daigo, lui a offert un masque aux pouvoirs mystiques. Aidés des boucleurs, Hope et le second frère de Jade, Kendo, forgent des lames à partir de fragments de la comète qu'ils confient à Rose de Nuit après l'avoir libérée de sa possession avec le démon. Cette dernière les donne à Daigo et, le 15 février, celui-ci ouvre le plus grand portail de l'île près de Warrior's Watch. Il parvient à secourir Jade de la dimension où elle était piégée, le monde des âmes, ainsi qu'à vaincre Shogun X au terme d'un immense affrontement duquel le portail et ses alentours sont recouverts d'une substance dorée. Finalement, Jade prévient le boucleur que l'entité qui réside dans le monde des âmes détient le fragment du Point Zéro et a pris Daigo pour cible. | - Baymax (en) (Les Nouveaux Héros) ; - Godzilla, Kong, Mechagodzilla et Mothra (MonsterVerse), ; - Peter B. Parker, Spider-Punk, Spider-Man Noir, Fatalis 2099 (en), et Iron Man, (Marvel) ; - Samael et Garog (Unreal Tournament 4) ; - The Weeknd, Lady Gaga, Billie Eilish et Karol G, ; - Lionel Messi ; - Mariah Carey, Shaquille O'Neal et Snoop Dogg, ; - Plungerman et Skibidi Toilet (Skibidi Toilet) ; - Hatsune Miku, ; - Batman et Harley Quinn (DC Comics), ; - Johnny Silverhand, V et le Quadra Turbo-R (Cyberpunk 2077) ; - Dark Vador et le Stormtrooper (Star Wars), ; - Kafka Hibino, Kikoru Shinomiya et Reno Ichikawa (Kaiju no 8) ; - Ryomen Sukuna, Mahito et Toji Fushiguro (Jujutsu Kaisen) ; - Jake Sully et Neytiri (Avatar) ; - Nike ; - Nissan Skyline GT-R (R32), Dodge Charger SRT Hellcat (Fast and Furious), Incredibile (Les Indestructibles) et Lamborghini Urus SE |
| Saison 2 (Sans foi ni loi)          | 21 février - 2 mai 2025             | Basée sur le thème de la criminalité. Avant de se briser, le portail ouvert dans la saison précédente a métamorphosé Warrior's Watch et ses alentours en une vallée dorée et transporté plusieurs figures du crime qui se battent pour le contrôle des richesses à présent répandues sur l'île. Le criminel le plus influent, Fletcher Kane, s'est imposé comme baron après avoir privatisé l'or et le vitocoin ; ce qui lui a notamment permis de construire un immense domaine ainsi qu'installer des coffres forts et fermes de vitocoin aux quatre coins de l'île. En réaction, ses rivaux et les boucleurs se sont unis derrière Midas et pillent les ressources de Kane en se servant de marchés noirs pour échanger leurs butins. Depuis qu'il a sauvé Jade dans la saison précédente, Daigo est obsédé par le fragment du Point Zéro et s'allie avec Kane pour ouvrir un nouveau portail, cette fois-ci près de Magic Mosses. Après plusieurs essais, Daigo parvient à l'ouvrir et à entrer dans le monde des âmes mais il se fait corrompre par l'entité démoniaque qui y réside. De plus, le portail laisse s'échapper une grande quantité d'énergie dans le ciel, ce qui provoque la venue de l'Étoile de la mort sur l'île. | - Sub-Zéro, Scorpion, Kitana et Raiden (Mortal Kombat), ; - Spike Spiegel et Faye Valentine (Comboy Bebop) ; - Allen l'Alien, Dupli-Kate et Shrinking Rae (Invincible), ; - Lara Croft (Tomb Raider), ; - Shohei Ohtani ; - Clix ; - Linkin Park, ; - Negan (The Walking Dead), ; - Sabrina Carpenter, ; - Finn Mertens, Jake, Princesse Chewing-gum et Marceline Adabeer (Adventure Time) ; - Adidas, Crocs et Vans ; - The Undertaker et Cody Rhodes (WWE) ; - Casey Jones, Krang, Bebop et Rocksteady (Tortues Ninja) ; - National Basketball Association ; - Yelena Belova et le Soldat de l'Hiver (Marvel), ; - Stormtrooper du Premier Ordre (Star Wars) ; - Jeep Wrangler Rubicon, RAM 1500 RHO, Lamborghini Countach LPI 800-4 et Ford Mustang Shelby GT500 |
| Mini-saison 1 (Bataille Galactique) | 2 mai - 7 juin 2025                 | Basée sur le thème de Star Wars, la mini-saison se déroule en cinq actes et marque l'introduction de l'IA générative avec l'utilisation de la voix de James Earl Jones pour Dark Vador. L'invasion impériale de l'île menée par Palpatine provoque le début d'une nouvelle bataille galactique contre la Résistance qui l'a poursuivi. Dark Vador et la Capitaine Phasma mènent tous deux un escadron de Stormtroopers au sol tandis que les boucleurs peuvent choisir leur camp dans ce conflit qui implique le pouvoir de la Force. L'arrivée de Leia Organa va permettre à la Résistance, maintenant gonflée d'un escadron de Mandaloriens, de planifier une contre-offensive tandis qu'un destroyer stellaire duquel un joueur peut bombarder l'île fait son apparition à chaque partie. En parallèle, le portail détruit au début de la saison précédente s'est reformé avec l'intention de s'ouvrir à nouveau. Le 7 juin, Hope, Jones et les boucleurs infiltrent l'Étoile de la mort sous des costumes de Stormtroopers et de prisonniers tandis qu'un escadron de la Résistance prend d'assaut la station spatiale. Le groupe infiltré parvient à saboter les canons turbolasers chargés de défendre la forteresse mais est séparé de Hope quand il se fait piéger par Palpatine, qui déchaîne sa puissance sur les héros. Hope parvient finalement à les sauver en téléportant elle et le groupe en dehors du bâtiment impérial. Désormais sans défense, l'Étoile de la mort se fait détruire par la Résistance avant d'avoir pu tirer sur l'île. Parmi les débris qui chutent vers l'île en conséquence, l'un d'entre eux s'écrase sur le portail et provoque une violente explosion d'énergie qui affecte toute l'île et ses habitants. Assistant à la scène depuis l'espace, Superman s'apprête à atterrir sur l'île. | - L'Empereur Palpatine, le Général Grievous, Poe Dameron, la Capitaine Phasma, Mace Windu, Jar Jar Binks, Dark Jar Jar, un guerrier Mandalorien et Rey (Star Wars), ; - Clix, Bugha, Lachlan (en) et Loserfruit (en), ; - K.I.T.T. (K 2000) et Ferrari 296 GTB |
| Saison 3 (Super)                    | 8 juin - 7 août 2025                | Basée sur le thème des super-héros, cette saison voit l'arrivée d'un nouveau mode de jeu, « Blitz Royale », qui oppose 32 joueurs dans des parties de 5 minutes sur une petite île et dont le thème change chaque semaine. La vague d'énergie générée par l'explosion du portail a affecté un groupe de jeunes qui obtiennent des super-pouvoirs et permet le retour d'un Daigo totalement possédé. Celui-ci, à la tête d'une armée de créatures et de mégalithes, a métamorphosé Masked Meadows en un domaine démoniaque et concentre une grande quantité de magie pour ouvrir un immense portail. En réaction, Hope et Jones forment une alliance avec Superman, Rose de Nuit et Midas pour fonder l'Académie Supernova et y recrutent le groupe de jeunes munis de pouvoirs afin d'en faire des super-héros. Cependant, Daigo ravage l'Académie dans une attaque surprise, forçant les protagonistes à évacuer. Plus tard, une faille transporte la tête de Monsieur Tomate depuis une réalité parallèle. Le 2 août, Daigo ouvre le portail situé au domaine démoniaque, ce qui permet à la créature qui le manipule de commencer son invasion avec un tentacule gigantesque. Après avoir assommé Daigo, le tentacule est vaincu par les super-héros de l'Académie Supernova, forçant la créature à invoquer trois autres tentacules renforcés par l'énergie du Point Zéro. Superman entre dans la bataille et tranche un tentacule de la créature avant de détruire les mégalithes autour du domaine, ce qui ferme le portail avant que la créature n'ait pu complètement envahir l'île. Après le départ de Superman, des hordes d'insectes construisent des nids autour du tentacule tranché, ce qui provoquera les événements de la saison suivante.                                                                        | - Superman, l'Ingénieure, Mister Terrific, Robin et Cyborg (DC Comics) ; - Bob Belcher (en) (Bob's Burgers), Hank Hill (Les Rois du Texas) et Cleveland Brown (en) (Les Griffin) ; - Bruno Mars ; - Son Heung-min ; - Les officiers masqués (Squid Game) ; - Mr Fantastique, la Femme invisible, la Torche humaine et la Chose (Marvel) ; - Ninja ; - Mad Moxxi (Borderlands 4) ; - Deadmau5 ; - Adidas, Puma, Nike et MSCHF (en) ; - Ford Bronco Raptor, Ford Mustang GTD, Chevrolet Corvette ZR1 et McLaren 570S |
| Saison 4 (Alerte aux insectes)      | 7 août - 1er novembre 2025          | Basée sur le thème d'une invasion d'insectes. Les « Onimorphes », des insectes hostiles venus du monde des âmes, ont envahi l'île et y ont installé des colonies. Un groupe d'exterminateurs, l'O.X.R., s'est formé autour de Hope et ses alliés pour se défendre face à ces créatures. | - Spartan de l'UNSC (Halo) ; - Ranger vert, Ranger rouge, Ranger noir, Ranger jaune, Ranger rose, Ranger bleu et Dino Mégazord (Power Rangers) ; - L'Organisateur (en) (Squid Game) ; - Kai Cenat ; - BMW M3 E30 |

## Autres médias

### Bandes dessinées
Parallèlement aux chapitres 2 et 3 de Fortnite Battle Royale, Epic Games a produit plusieurs bandes dessinées, en partenariat avec Marvel et DC. L'achat des bandes dessinées procure des codes qui offrent des cosmétiques exclusives, dont les tenues de certains personnages qui y figurent.

#### Nexus War: Thor
Après avoir été couronné roi d'Asgard, Thor reçoit la visite de Galactus qui lui annonce l'arrivée de l'Hiver Noir, une entité cosmique qui apporte la mort. Thor devient le nouveau héraut du Tonnerre et guide Galactus à la recherche de cinq planètes spéciales qui donneront au Dévoreur de mondes la force de contrer l'Hiver Noir. Après avoir dévoré la première planète, Galactus repère une faille menant à une autre dimension et décide de s'y rendre pour dévorer le pouvoir infini se trouvant sur place. Thor s'engouffre dans la faille avant Galactus et arrive sur l'île de la réalité Zéro, où il rencontre les boucleurs. Après un combat contre eux, il se rend compte que l'énergie de l'île obscurcit son esprit et, voyant que Galactus arrive à son tour, Thor demande à Sif d'ouvrir le Bifröst afin de convoquer Captain America, Wolverine, She-Hulk, Mystique, Groot, le Docteur Fatalis, Tornade et Iron Man.

#### Batman/Fortnite: Point Zéro
À Gotham City, Batman découvre une faille menant à une autre dimension et décide d'enquêter et de sécuriser la brèche. Après avoir été témoin de l'entrée d'Harley Quinn dans la faille, Batman y est poussé à son tour et atterrit sur l'île de la réalité Zéro. Privé de la parole et de ses souvenirs, Batman se familiarise rapidement avec la Tempête ainsi que les individus qui l'attaquent à chaque boucle. Il y rencontre Catwoman et se lie avec elle pour découvrir le moyen de sortir de la boucle. L'Institut Onirique, qui a emprisonné Batman dans la boucle dans un objectif précis, s'inquiète que celui-ci ne parvienne à s'échapper plus vite que prévu et emprisonne Snake Eyes dans la boucle afin de ralentir le Chevalier Noir. Boucle après boucle, les duels entre Batman et Snake Eyes sont observés de près par les autres boucleurs qui ont cessé de se battre ainsi que par l'Institut Onirique, qui craint une alliance entre les deux personnages. Finalement, Snake Eyes accepte volontairement de se sacrifier pour que Batman soit le dernier survivant et celui-ci sort de la boucle. Arrivant sur la véritable île de la réalité Zéro, il retrouve Catwoman, sortie de la boucle avant lui, ainsi qu'un groupe de survivants, également sortis de la boucle : Deathstroke, Renégate, Poiscaille, Voyageur Éternel, Pyrocrâne, Cartoucheuse et Magnus. Étant la première à être sortie de la boucle, Renégate partage à Batman toutes ses connaissances sur l'île et celui-ci bâtit un plan pour entrer dans la base souterraine de l'Institut Onirique. Le groupe se sépare et Batman retrouve ensuite Poiscaille, à l'article de la mort, qui lui confie qu'un agent de l'IO a infiltré le groupe de survivants. Après s'être débarrassé des sbires de l'IO, les survivants rejoignent finalement l'emplacement du Point Zéro, emprisonné dans une tour cristalline. Voyageur Éternel se précipite pour briser la structure mais le Point Zéro déchire son corps et le disperse à travers plusieurs réalités. Pour éviter de subir le même sort que Voyageur Éternel, Batman et les autres calibrent le Point Zéro sur leurs réalités respectives. Les derniers survivants rentrent finalement chez eux et Deathstroke dévoile son allégeance à l'Institut Onirique. Trahissant Batman et Catwoman, il retourne dans leur monde en les piégeant sur l'île. Pour recalibrer le Point Zéro sur leur réalité, Batman et Catwoman retournent dans la boucle pour y kidnapper Harley Quinn. Après que celle-ci se soit enfuie, Catwoman confie à Batman qu'elle ne veut pas retourner dans leur monde. Ceux-ci se sont intimement rapprochés au cours de leur périple, en dépit de ne rien se souvenir de leur vie avant l'île. Catwoman a peur que leur relation soit impossible dans leur monde d'origine et ne veut pas perdre ce qu'elle a construit avec lui sur l'île. Batman partage ses sentiments mais la convainc d'agir pour le bien de tous en fermant la brèche. Ils retournent finalement dans leur monde et récupèrent leurs souvenirs, indiquant que Batman et Catwoman étaient ennemis avant leur arrivée sur l'île, avant de se séparer. De son côté, Deathstroke rejoint Lex Luthor et le Batman qui Rit (en). Les trois hommes ont agi de concert pour lier leur monde à la réalité Zéro pour le compte de l'Institut Onirique. Pour les remercier, le Docteur Slone, la commandante militaire de l'IO, ouvre une brèche dimensionnelle en plein cœur de Metropolis.

#### Batman/Fortnite: Fondation
Après l'ouverture de la brèche dimensionnelle à Metropolis, la Justice League s'est rassemblée pour affronter Lex Luthor, le Batman qui Rit (en) et leurs alliés ; tandis que Batman se dirige à Gotham City où il trouve la Fondation, qui y a atterri après la destruction de la tour cristalline dans la réalité Zéro. Prenant le chef des Sept pour un membre de l'Institut Onirique, Batman l'attaque et un duel débute. Après que son adversaire lui a confié avoir été en contact avec le Point Zéro, la Fondation arrête le combat et rejoint la Justice League à Metropolis. Il explique les origines du Point Zéro et de l'omnivers à Batman ainsi que le but de son groupe, les Sept, qui combat la tyrannie de l'Institut Onirique. L'arrivée de la Fondation bouleverse l'issue du combat. Il projette Chemo (en) dans l'espace avant de briser le casque hermétique de Lex Luthor, empêchant celui-ci de rejoindre la réalité Zéro car il n'est plus immunisé aux effets de la boucle. Alors que la Justice League est sur le point de gagner, le Batman qui Rit attaque la Fondation et plonge dans la brèche dimensionnelle, suivi par son adversaire, qui les mènent tous deux dans la réalité Zéro. Au cours du combat qui s'ensuit dans la boucle, le Batman qui Rit fissure le casque de la Fondation, le condamnant aux effets de la boucle s'il est touché par la Tempête. La Fondation parvient cependant à vaincre son adversaire, étant le dernier survivant et rejoignant la véritable île tandis que Batman ferme la brèche depuis la réalité NF-1935. Lex Luthor et le reste de ses hommes en profitent pour s'enfuir. La Fondation part à la recherche de Jones ; tandis que le Batman qui Rit, qui a fait exprès de perdre contre son adversaire, compte profiter de la boucle pour s'amuser à massacrer ses adversaires grâce à sa visière spéciale qui l'immunise aux effets néfastes de la boucle.

#### Fortnite X Marvel: La Guerre Zéro
Après que l'Institut Onirique a envahi l'île de la réalité Zéro, prévoyant de la détruire à l'aide d'un appareil géant, les Sept décident de reconstruire Chef d'Équipe Mécha, un robot géant situé sur la Lune de glace. Cependant, le climat inhospitalier de l'astre et l'état délabré du robot contraint les Sept à faire appel à des alliés. Spider-Man propose de ramener les héros de son monde et part avec Jones et l'Onirisme, l'une des Sept, dans la réalité-616. Après avoir envoyé les Avengers et d'autres super-héros dans la réalité Zéro, le groupe de Spider-Man demande l'aide de Wolverine pour retrouver un fragment du Point Zéro nécessaire pour réparer Chef d'Équipe Mécha. Le flair de Wolverine guide les protagonistes au Wakanda où ils sont accueillis par Shuri qui se propose de les aider. Durant leur quête, l'Onirisme avoue à Wolverine qu'elle est la fille génétiquement modifiée de Geno, le chef de l'IO, avant de passer une nuit avec lui. Le lendemain, le groupe trouve le fragment gardé par le Maître de l'Évolution, qui compte s'en servir pour atteindre la perfection génétique. Tandis qu'un combat débute entre lui et le groupe, le Docteur Fatalis, sous les ordres de Geno, s'empare du fragment et se rend dans la Réalité Zéro. En parallèle, les super-héros et les boucleurs, accompagnés du Visiteur, de l'Origine et de l'Institution, affrontent les forces de l'IO menées par le Docteur Slone ; tandis que la Fondation, le Scientifique et Iron Man se rendent sur la Lune de glace. Thor et Tornade les accompagnent pour contrer les conditions météorologiques de l'astre. Ils retrouvent le Mécha et Paradigme, la dernière membre des Sept toujours en vie. La Fondation, loin d'être réjoui de revoir sa collègue, questionne celle-ci sur la raison qui l'a décidé à aider l'Institut Onirique à vaincre le Dévoreur sans contrepartie. Paradigme lui explique que l'IO avait pour projet de détruire l'île à l'aide d'un appareil apocalyptique et qu'elle était la mieux placée pour piloter le Mécha et sauver les habitants de l'île.
Le groupe de Spider-Man suit la piste du Docteur Fatalis jusqu'à la Lune de glace et rencontre le Roi des Glaces, en stase dans son château. Celui-ci se réveille et leur explique qu'il s'emparait des objets et créatures dangereuses pour l'omnivers afin de les garder à l'abri de mauvaises mains. Mais son second, aujourd'hui connu sous le nom du Prisonnier, voulait se servir de leurs trésors pour altérer les réalités. Le Roi prit donc la décision de le congeler avec les trésors et d'emmener sa Lune dans la réalité Zéro. Mais lorsqu'une tempête cosmique a arraché un morceau de la Lune, ce morceau a atterri sur l'île et le Prisonnier s'est échappé de ses donjons. Le Roi arriva finalement à congeler de nouveau son ancien camarade mais il n'a pas pu s'occuper du Dévoreur. Il a donc pris la décision de rendre la Lune inhospitalière afin de l'isoler totalement. À la fin de son récit, le Roi endurcit le climat de la Lune afin de congeler le groupe de Spider-Man ; ceux-ci prennent la fuite et préviennent la Fondation quand ils sont attaqués par Fatalis. Celui-ci se sert du fragment du Point Zéro pour les attaquer mais, grâce à un appareil de Shuri, Spider-Man parvient à le lui dérober et l'apporte au groupe de la Fondation, qui répare le Mécha. Paradigme, aux commandes du robot géant, sauve l'Onirisme et les autres, forçant Fatalis à rejoindre l'île en prévision de la bataille finale. L'évènement « Impact » débute. Iron Man et Spider-Man reçoivent des armures améliorées par la technologie des Sept et les protagonistes se lancent dans une bataille totale contre l'Institut Onirique. Paradigme rejoint la bataille aux commandes du Mécha et, lorsque le robot géant est sur le point de détruire l’appareil, celui-ci est piégé dans le sol. Geno fait son apparition et foudroie Iron Man avant d'affronter ses filles, l'Onirisme et l'Institution, accompagnées de Wolverine. Ceux-ci sont complètement dépassés par le chef de l’IO et l’Onirisme prend la décision de plonger avec son père dans le Point Zéro, ce qui les condamnent à se faire disperser dans toutes les réalités, sous les yeux de l'Institution retenue par Wolverine. En parallèle, Fatalis trahit l'IO et s'empare de leurs armes, les emmenant avec lui dans son monde. De son côté, Paradigme reprend le contrôle du Mécha et écrase Slone, qui était aux commandes d’un tank. Pendant que les autres s’occupent de détruire l’appareil, la Fondation et Jones entrent au sein du Point Zéro et sont témoins des morts de Geno et de l’Onirisme, qui se décomposent. Dans ses derniers instants, le chef de l’IO félicite son ennemi pour sa victoire et lui lance un ultime avertissement à propos du Point Zéro, l’exhortant à le dominer avant qu’il ne soit trop tard. Le règne de l’Institut Onirique sur l’île est désormais terminé. Les héros retournent dans la réalité-616 tandis que l'Institution, en deuil, jure de tuer Wolverine si elle le recroise un jour. Finalement, Geno se recompose à partir des multiples fragments dispersés dans les réalités ; il est toujours vivant.

### Fortnite OG
Parallèlement au chapitre 6 de Fortnite Battle Royale, Epic Games nous introduit une remastérisation du chapitre 1, Fortnite OG.
| Saison                                     | Période                           | Description |
| ------------------------------------------ | --------------------------------- | --- |
| Saison 1 (OG un jour, OG toujours)         | 6 décembre 2024 - 31 janvier 2025 | L'île du chapitre 1 est réintroduite telle qu'elle l'était dans la version originale, avec quelques changements mineurs. En plus de la boutique saisonnière de la saison 1 qui fait son retour, cette saison nous introduit un nouveau battle pass, le passe OG, avec 50 paliers de progression et qui remastérise les tenues originales. |
| Saison 2 (Ça va tilter)                    | 31 janvier - 25 mars 2025         | Les lieux-dits de la saison 2 originale, dont Tilted Towers, sont réintroduits. |
| Saison 3 (L'événement à l'origine de tout) | 25 mars - 7 juin 2025             | À l'instar de la version originale, la météorite fait son retour dans le ciel et chute progressivement vers l'île. Se fracturant, elle laisse tomber des météores à plusieurs locations de l'île. |
| Saison 4 (Préparez-vous au lancement)      | 8 juin - 7 août 2025              | La météorite s'est écrasée sur Dusty Depot, laissant désormais place à un immense cratère nommé Dusty Divot. Les bases de super-héros et de méchants sont réintroduites, de même que les décors pour un film tourné sur place par les habitants. Au centre du cratère, une nouvelle version du Visiteur sort de la capsule présente dans le cœur de la météorite avant de se rendre dans le repaire de méchants qui contient une fusée à hélice. Le 26 juillet, un papillon rouge s'accroche à la fusée lorsqu'elle est lancée, ce qui finit par créer une faille rouge massive au-dessus de l'île. Dans les derniers jours de la saison, la faille s'étend tandis que plusieurs objets de l'île disparaissent vers d'autres dimensions, y compris la réalité-783 où s'est téléportée la tête de Monsieur Tomate. |
| Saison 5 (Le choc des mondes recommence)   | 7 août - 3 octobre 2025           | La faille créée par le lancement de la fusée provoque des changements spatio-temporels sur l'île avec l'apparition d'un biome désertique au sud-est qui recouvre désormais le biome marécageux ainsi que des objets d'époques et de réalités différentes. |

## Collaborations
Les collaborations sont des croisements officiels d'autres médias en dehors de la marque Fortnite introduits dans le jeu. La première collaboration officielle a eu lieu dans le Battle Royale dans la saison 4.
Une collaboration est classée par le croisement officiel des médias externes dans Fortnite. Les références à d'autres médias ou aux médias internes créés par Epic Games (tels que l'Épée de l'Infini) ne sont pas des collaborations. D'autres jeux détenus, mais non développés par Epic Games, comme Rocket League et Fall Guys, sont considérés comme des collaborations. Les collaborations se présentent principalement sous la forme d'objets cosmétiques, mais sont parfois incluses sous forme d'armes, de modes de jeu à durée limitée ou même de saisons entières.
Le nombre de collaborations avec d'autres médias étant particulièrement élevé, la liste ci-dessous est non-exhaustive :
- L'univers Marvel, avec un mode de jeu temporaire avec le Gant de l'Infini[422], un évènement avec Galactus[423], une bande-dessinée[424] et des personnages ajoutés tels que Thor[425], Iron Man[426], Hulk[427], Captain America[428], Spider-Man[429], Deadpool[430], Wolverine[431] et bien d'autres.
- L'univers DC, avec un mode de jeu temporaire à Gotham City[432], une bande-dessinée avec Batman[433] et des personnages ajoutés tels que le Chevalier Noir[434], Superman[435], Aquaman[436], Flash[437], Green Arrow[438], Wonder Woman[439], parmi tant d'autres.
- L'univers Star Wars, avec un évènement pour le film L'Ascension de Skywalker[440] et des personnages ajoutés comme Dark Vador[441], Boba Fett[442] ou Kylo Ren[443].
- Des personnages iconiques d'autres jeux-vidéos, comme Kratos[444], Ezio Auditore[445], Geralt de Riv[446] ou Lara Croft[447].
- Des personnalités, comme les influenceurs Ninja[448] et MrBeast[449], les stars de la musique Ariana Grande[450], Travis Scott, Eminem et Bruno Mars[451], ou les sportifs LeBron James[452], Neymar[453] et Naomi Osaka[454].
- D'autres personnages iconiques de la culture-pop, comme Naruto[455], Son Gokū[456], Indiana Jones[457], Sarah Connor[458] ou Adonis Creed[459].
- D'autres collaborations avec des associations sportives comme la NBA[460], des marques de luxe comme Ferrari[461] et Balenciaga[462], des films et séries, comme Matrix[463] et Cobra Kai[464], ainsi que des jeux, comme Lego.

## Accueil

### Modèle financier
Le jeu dispose d'une monnaie virtuelle à l'intérieur du jeu se nommant "V-Bucks". Celle-ci permet de procéder aux achats des articles disponibles dans la boutique en jeu ou pour l'accès à l'intégralité des récompenses du passe de combat.
Le moyen le plus courant pour obtenir des V-Bucks est l'achat avec de l'argent réel. Mais il est possible d'en obtenir par le biais de récompenses hebdomadaires dans le mode annexe Fortnite : Sauver le monde ou dans des récompenses gratuites du passe de combat.
Depuis la saison 2 du chapitre 1, le jeu propose un « passe de combat » payant, renouvelé chaque saison, et qui permet à ses possesseurs de débloquer des cosmétiques et des accessoires de personnalisation, c'est-à-dire qui ne modifient pas les performances des joueurs en jeu.
Fortnite suivant un modèle free-to-play pour son mode battle royale, ce passe de combat est la principale ressource financière liée à Fortnite revenant à Epic Games, exception faite du prix d'achat du mode annexe Fortnite : Sauver le monde.

### La réussite deFortnite Battle Royale
Le développement du mode Battle Royale débute peu de temps après la sortie du mode Sauver le monde. C'est à l'origine un mode multijoueur optionnel intégré à Fortnite, qui nécessite l'achat du jeu de base pour tous. L’objectif initial est de le vendre à 40 € (ce qui correspond au prix du mode Sauver le monde). Néanmoins, dans les deux dernières semaines de développement, Epic Games décide de le séparer du mode Sauver le monde et de lui faire adopter le format free-to-play. Il devient l'un des premiers battle royale gratuits et disponible sur console — ce qui augmente drastiquement le public ciblé.
En novembre 2017, le jeu franchit le cap des 20 millions de joueurs. Au mois de janvier 2018, le jeu a été téléchargé 40 millions de fois : près d'un joueur sur six l'aurait déjà testé. Fortnite bat aussi le record de joueurs connectés simultanément avec 3,4 millions de joueurs connectés un dimanche. Durant le mois de février 2018, le mode battle royale aurait rapporté 126 millions de dollars à Epic Games, tandis que pour le mois de mars 2018, ce seraient 223 millions de dollars, soit une augmentation de 78 % par rapport au mois de février. Rien que pour l'exploitation de l'application mobile iOS, Epic Games aurait fait plus de 10 millions de dollars de recettes. Sur Nintendo Switch, le jeu est téléchargé plus de 2 millions de fois 24 heures après sa sortie. Ainsi, le jeu comptabilise plus de 125 millions de joueurs enregistrés en juin 2018. Début janvier 2019, Fortnite comptabilise plus de 200 millions de joueurs. Le mois suivant, le jeu bat deux records en ayant plus de dix millions de joueurs connectés en simultané sur des milliers de serveurs différents. En 2020, Fortnite compte 350 millions d'utilisateurs enregistrés tandis que 25 millions d'utilisateurs actifs quotidiens, dont 2,5 millions d'utilisateurs actifs quotidiens sur iOS. En mai 2021, la justice américaine dévoile que Fortnite a généré 5,5 milliards de dollars de revenus en 2018 et 3,7 milliards de dollars en 2019. En outre, Fortnite crée plusieurs partenariats avec la société Samsung pour obtenir des tenues exclusives aux smartphones — dont les tenues Extase, I.K.O.N.E et Galaxie.
En 2018, le mode de jeu battle royale a le vent en poupe sur le marché vidéoludique[source secondaire souhaitée]. Ce mode peut être considéré[source secondaire souhaitée] comme une adaptation des livres Hunger Games écrits par Suzanne Collins et Battle Royale de Kōshun Takami. Les mécaniques de jeu reprennent notamment des concepts-clés de ces œuvres comme le rétrécissement de la zone de jeu et le fait que le dernier joueur ou équipe en vie remporte la partie[source secondaire souhaitée].
Dans les autres jeux concurrents en battle royale (comme PUBG ou H1Z1), un joueur à découvert sera une cible de choix pour les joueurs dissimulés[source secondaire souhaitée]. Cet état de fait incite les joueurs à se maintenir cachés et donc à participer moins au combat. Pour contrer cela, le jeu innove dans le secteur des jeux de combat en proposant au joueur de construire des structures de toutes tailles et formes à l'aide de matériaux collectés partout sur la carte de jeu. C'est l'une des nouveautés qui explique le succès de Fortnite Battle Royale.
Ce qui peut également l'expliquer, ce sont ses mises à jour régulières (1 à 2 fois par semaine), qui permettent de renouveler continuellement le jeu et donc d'en maintenir l'intérêt pour ses joueurs.